# Urgeschichte Frankreichs
Die Urgeschichte Frankreichs reicht von den ältesten frühmenschlichen Spuren bis zum Einsetzen einer breiteren schriftlichen Überlieferung. Daher unterscheidet sie sich von der auf der Basis von Schriftquellen verfassten Geschichte Frankreichs in der Beschaffenheit ihres Ausgangsmaterials. Daraus ergeben sich zudem Konsequenzen für ihre Methodik, als auch dafür, welche Fragen sinnvoll gestellt werden können. Zwar setzt schon vor dem Ende der Urgeschichte des Landes eine solche, von außen herangetragene schriftliche Überlieferung ein, und andererseits befasst sich die Wissenschaft, die sich vorrangig mit dieser langen Phase beschäftigt, die Archäologie, auch mit sehr viel späteren Zeiten, doch hat sich für Frankreich die Zeit um 500 v. Chr. als ungefähre Grenze zwischen Urgeschichte und Geschichte etabliert.

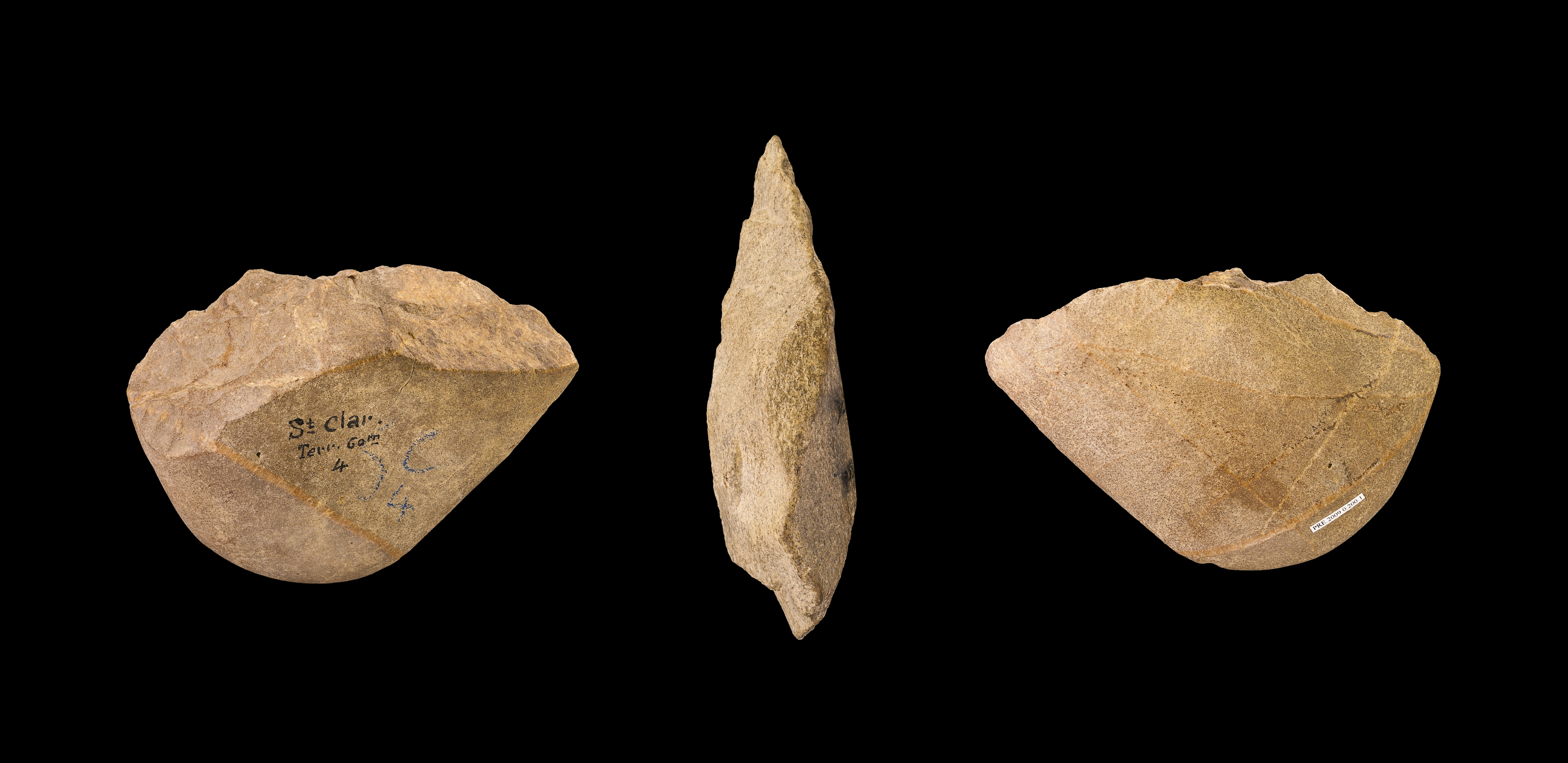
11,7 cm × 9 cm × 4,5 cm – 498,3 g, Terrasse 60 m, Saint-Clar-de-Rivière, Obere Garonne, Sammlung Henri Breuil

## Paläolithikum

### Altpaläolithikum
Bis 1994 galt es als gesichert, dass Menschen Europa erst ab 500.000 BP bewohnten. Doch mit den Funden beim italienischen Ceprano (März 1994), die sich später als erheblich jünger erwiesen, und dem spanischen Atapuerca (Juli 1994) wurde diese Grenze um zwei bis drei Jahrhunderttausende verschoben. Einige Zeit lang galten die Chopper oder Geröllgeräte von Chilhac III (Département Haute-Loire), die 1974 entdeckt und auf ein Alter von fast zwei Millionen Jahren datiert wurden, als die ältesten menschlichen Spuren Europas, doch wird ihre Bearbeitung durch Menschen bestritten.
Als gesichert gelten hingegen die Funde von Lézignan-la-Cèbe im Département Hérault, die sich auf ein Alter von etwa 1,57 Millionen Jahren datieren ließen. Dies entspricht etwa dem Alter der Funde bei Pirro Nord im italienischen Apulien (vgl. Urgeschichte Italiens). Es scheint, als seien diese frühen Menschen mit dem für ihr Jagd- und Sammelspektrum günstigeren Klima nach Europa gekommen.
Eine erneute klimatische Verbesserung für die Beutetiere der frühen Menschen, nun meist als Homo heidelbergensis eingeordnet, begann mit der Revolution des mittleren Pleistozäns vor 1,2 bis 0,6 Millionen Jahren. In der Höhle von Vallonnet bei Roquebrune-Cap-Martin im Département Alpes-Maritimes weisen Artefakte auf die Anwesenheit von Menschen hin, die auf bisher ungeklärten Wegen aus Afrika zugewandert waren. Auch im Tal der Somme fanden sich ihre Spuren.

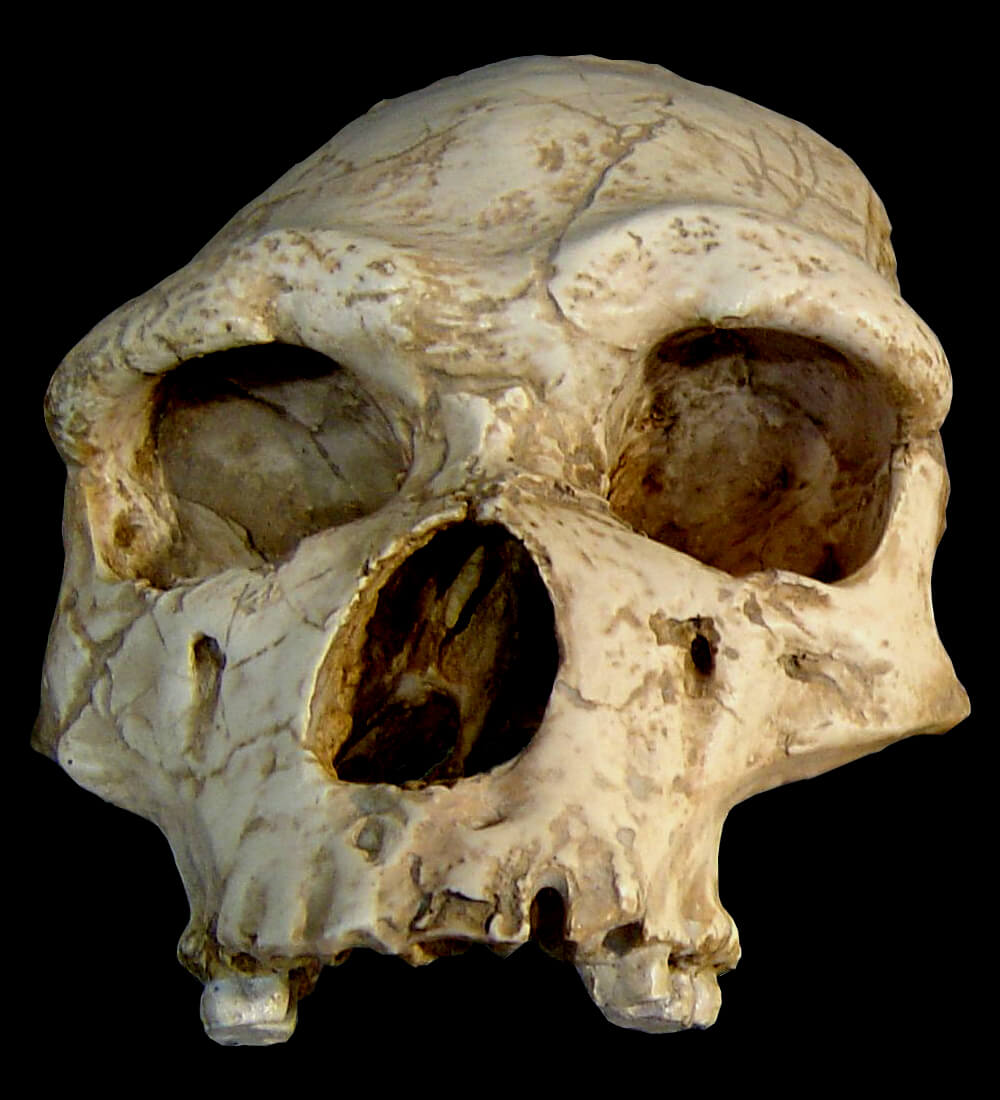
Schädel des Menschen von Tautavel (Arago XXI)

In der Höhle von Arago in den südlichen Corbières in der Nähe der Ortschaft Tautavel, 20 km nordwestlich von Perpignan gelegen, fanden sich 450.000 Jahre alte Überreste des Homo heidelbergensis, darunter der Schädel mit der Bezeichnung Arago XXI, der als Mensch von Tautavel bekannt wurde. In Frankreich ist dies der älteste Fund von Homo heidelbergensis. Vor 500.000 bis 450.000 Jahren herrschten ein feuchtes, mildes Klima und Laubwald vor, zwischen 450.000 und 400.000 Jahren vor unserer Zeit war das Gelände wohl recht offen. Hauptnahrungsmittel war Fleisch von Equus mosbachensis, einem robusten Pferd, dann Tahre (Hemitragus bonali) und gelegentlich Steppenwisente (Bison priscus).
Vor etwa 400.000 Jahren könnte eine weitere Zuwanderung aus Asien stattgefunden haben. Da die Jahreszeiten sehr ausgeprägt waren, darf mit saisonalen Wanderungen gerechnet werden.

### Mittelpaläolithikum

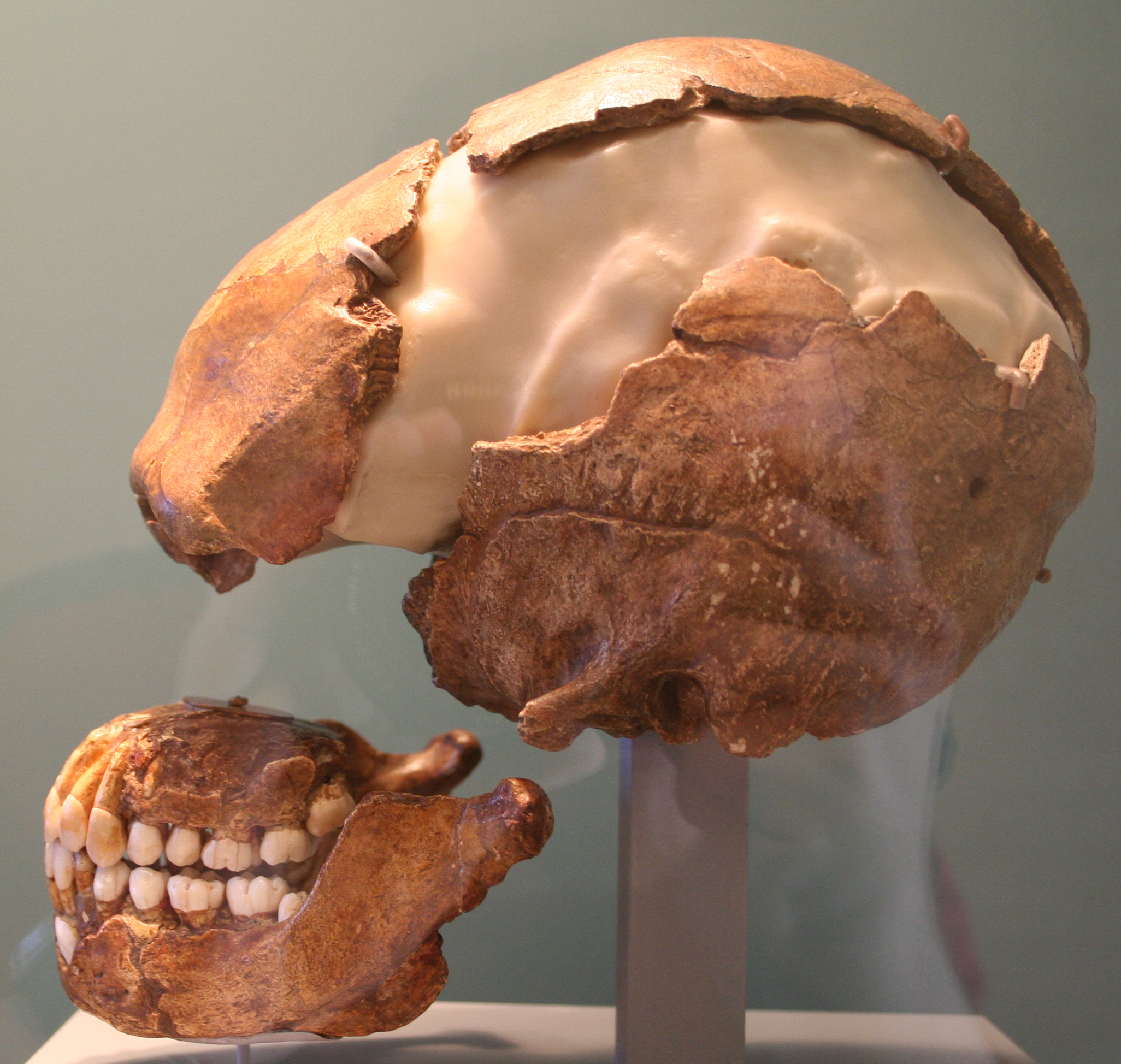
Cranium eines Neandertalers, um 45.000 v. Chr., Museum für Vor- und Frühgeschichte (Berlin)

Orgnac 3 im Rhonetal, unweit der Ardèche-Schlucht, mit seinen mehr als 50.000 Steinartefakten und 5.000 tierischen Überresten liefert in Schicht 3 Hinweise auf Veränderungen der Fauna vor etwa 300.000 Jahren. So erscheinen in dieser Zeit kleine Vertreter von Wolf und Tüpfelhyäne, Bärenarten wie der Kragenbär, der Braunbär und Ursus deningeri, dazu Rotfuchs, Höhlenlöwe, Marder, Rothirsch, Dama clactoniana, eine Hirschart, die in der letzten Warmzeit vom Damhirsch abgelöst wurde, schließlich Steppenbison, zu den Ziegenartigen zählende Tahre (Hemitragus bonali), Mosbacher Pferd (Equus mosbachensis) und Steppennashorn. In der nachfolgenden Kaltphase gingen die Wälder auf dem Ardèche-Plateau zurück, die Zahl der Nagetiere nahm zu. Zudem zeigt die Fauna, etwa Wildschwein, Reh, die An- bzw. Abwesenheit von Ren, an, dass sich die Unterschiede zwischen dem Norden und dem Süden deutlich verstärkten. Zwar war der Süden selbst von der größten Vergletscherung nicht direkt betroffen, doch kühlte auch diese Region stark ab. Offenbar lässt sich die Entwicklung der Levalloistechnik in situ ablesen, so dass sie wohl nicht von außen eingetragen wurde (level 4a–4b).
Vor mindestens 230.000 Jahren entstanden die ersten Wohnstätten, wie Funde bei Nizza erwiesen (Terra Amata). Ihrer anfänglichen Datierung auf ein Alter von 380.000 Jahren wurde widersprochen. Der alltägliche Gebrauch von Feuer hat sich spätestens zu dieser Zeit endgültig durchgesetzt. Als früheste Stätte in Frankreich gilt die Höhle Le Vallonnet, zwischen Monaco und Menton gelegen, und Ménez-Dregan 1 mit 450.000 Jahren. Dort fanden sich feuergesprengte Steine sowie Verkohlungen und entsprechende Knochen. Etwa 50.000 Jahre jünger sind die Höhle nr 1 von Mas des Cave und Baume Bonne, wesentlich jünger Terra Amata. Auf den Gebrauch von Feuer über lange Zeit und auf eine noch wenig entschlüsselte Fertigkeit zu abstraktem Denken weisen die Steinkreise in der Höhle von Bruniquel hin. Dort wurden über 400 Stalagmiten planmäßig abgebrochen und kreisförmig aufgerichtet, deren Entstehung sich recht genau auf 176.000 Jahre datieren ließ.

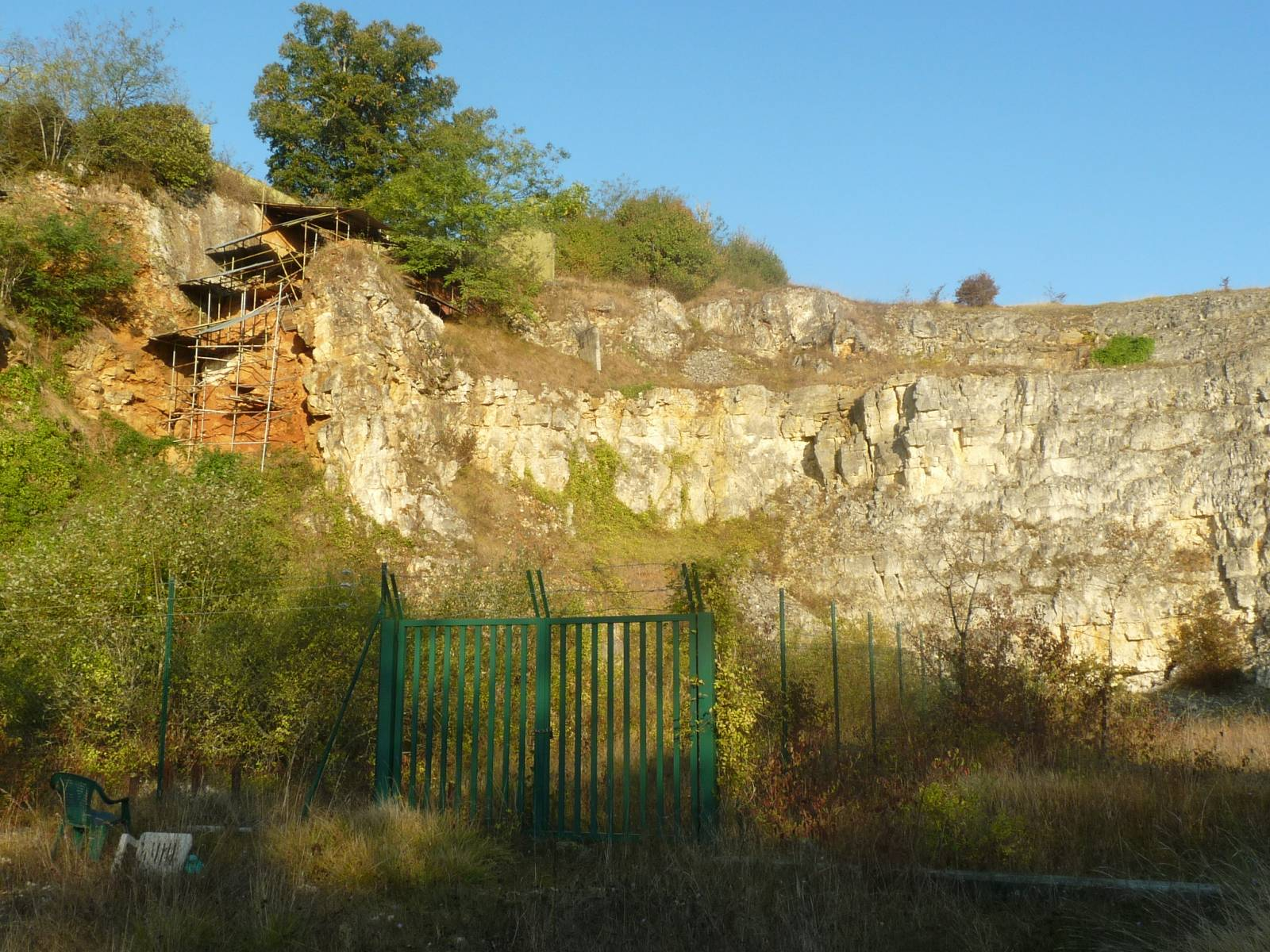
Grabungsstätte in den Klippen von Artenac, Saint-Mary, Département Charente

Vor etwa 200.000 bis 35.000 Jahren lebten auf dem gesamten Gebiet Frankreichs Neandertaler. Zu den ältesten Fundstätten in Frankreich zählen die Grotte du Lazaret bei Nizza und Bau de l’Aubesier, die vielfach zu den frühen Neandertalern gerechnet werden. Als „klassische“ Periode der Neandertaler gilt die Zeit, die vor 115.000 Jahren begann (Artenac, La Ferrassie, Le Moustier, La Quina und La Chapelle-aux-Saints, allesamt in Südwestfrankreich). Südfrankreich, Spanien und Italien gelten als Kernregionen des klassischen Neandertalers; dort trifft man 47–48 Fundstätten an (Stand: 2008).
Neandertaler hinterließen zahlreiche Werkzeuge bei Eyzies und Moustier in der Dordogne, darunter Schaber, Faustkeile, Nadeln, Meißel. Sie lebten von der Jagd auf Bison, Auerochse, Pferd und Rentier. Dabei ließen sich anhand der Jagdbeute und vor allem von zu Werkzeugen verarbeitetem Feuerstein, dessen Herkunft nachweisbar ist, zeigen, dass die Schweifgebiete im Südosten des Zentralmassivs und im Rhonetal von erheblicher Größe waren.

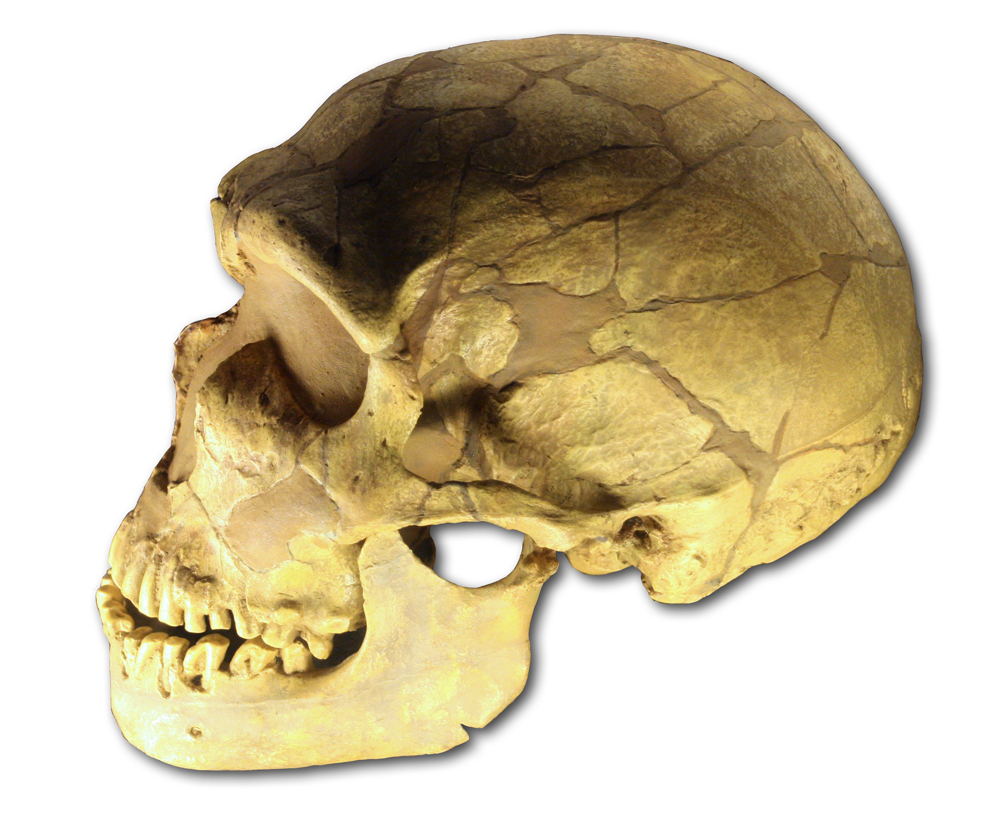
Schädel des Neandertalermannes von La Ferrassie

Im Abri von La Ferrassie in der Dordogne hinterließen sie die ältesten Begräbnisspuren in Gruben von 1,4 mal 1 m, Opferspuren fanden sich ebenfalls, wie Objekte aus Feuerstein. Die an der Basis des Abri entdeckten Industrien wurden zur Typlokalität für das Moustérien des Ferrassie-Typs, einer Fazies des Mittelpaläolithikums, das durch relativ dünne Abschläge in Levalloistechnik, zahlreiche Schaber und Spitzen, seltene gezähnte Klingen und das Fehlen von Faustkeilen gekennzeichnet ist. In diesen Lagen des Moustériens fanden sich die Leichname eines 40 bis 45 Jahre alten Mannes und einer 25 bis 35 Jahre alten Frau, die in Ost-West-orientierten Gräben Kopf an Kopf am Westende lagen. Dazu fanden sich ein vielleicht zehnjähriges Kind sowie ein Fötus und ein vielleicht zwei Wochen altes Neugeborenes, ebenfalls in Gräben beigesetzt. Unter einem Grabhügel fand sich ein weiteres, etwa sieben Monate altes Kleinkind. Im rechten Teil des Abris fand man sechs große Vertiefungen, in einer befanden sich die Überreste eines dreijährigen Kindes. Der Schädel dieses Kindes war abgetrennt und unter einer Steinplatte mit Vertiefungen deponiert worden, was möglicherweise auf ein Menschenopfer hinweist. Schließlich fand sich noch ein weiteres, zweijähriges Kleinkind.
1979 fand man im Bereich der Fundstätte La Roche à Pierrot bei Saint-Césaire das Neandertaler-Fossil Saint-Césaire 1; möglicherweise wurde der Verstorbene mit aus Muscheln hergestellten Perlen als Beigabe bestattet. Ansonsten fanden sich unter Felsvorsprüngen Bestattungen in La Chapelle-aux-Saints, Le Moustier und Le Régourdou. Zweifel an einigen Interpretationen kamen am Beispiel des Neandertalerkindes vom Roc de Marsal auf.
Die letzte Kultur, die mit dem Neandertaler in Verbindung gebracht wird, ist das Châtelperronien (38.000 bis 33.000 BP), das lediglich in Frankreich und Nordspanien belegbar ist. Es findet sich vor allem im Südwesten, in den Départements Charente, Dordogne, Lot und Vienne sowie im westlichen Pyrenäenraum sowie im Gebiet von Loire und Seine. In Südfrankreich wird es als Périgordien I, gelegentlich auch als Périgordien ancien oder Périgordien inférieur bezeichnet. Es liegt in einem Interstadial der Würmeiszeit – einem klimatisch zwar etwas milderen, aber sehr instabilen Zeitabschnitt. Kennzeichnend für die Werkzeugindustrie des Châtelperroniens ist die Neuentwicklung der Châtelperron-Spitzen (oder -Messer) mit gebogenem, abgestumpftem Rücken.
Das Verschwinden der Neandertaler könnte mit der geringen Größe der Gruppen zusammenhängen, was demnach, wie vermutet wird, zu einer verlangsamten technologischen Entwicklung beitrug. Die Frage, ob Neandertaler und Homo sapiens, der nachweislich vor 93.000 Jahren am Jebel Qafzeh erstmals außerhalb Afrikas auftauchte, längere Zeit nebeneinander lebten, und ob es zu kulturellen Adaptionen kam, wird seit langem diskutiert.

### Jungpaläolithikum

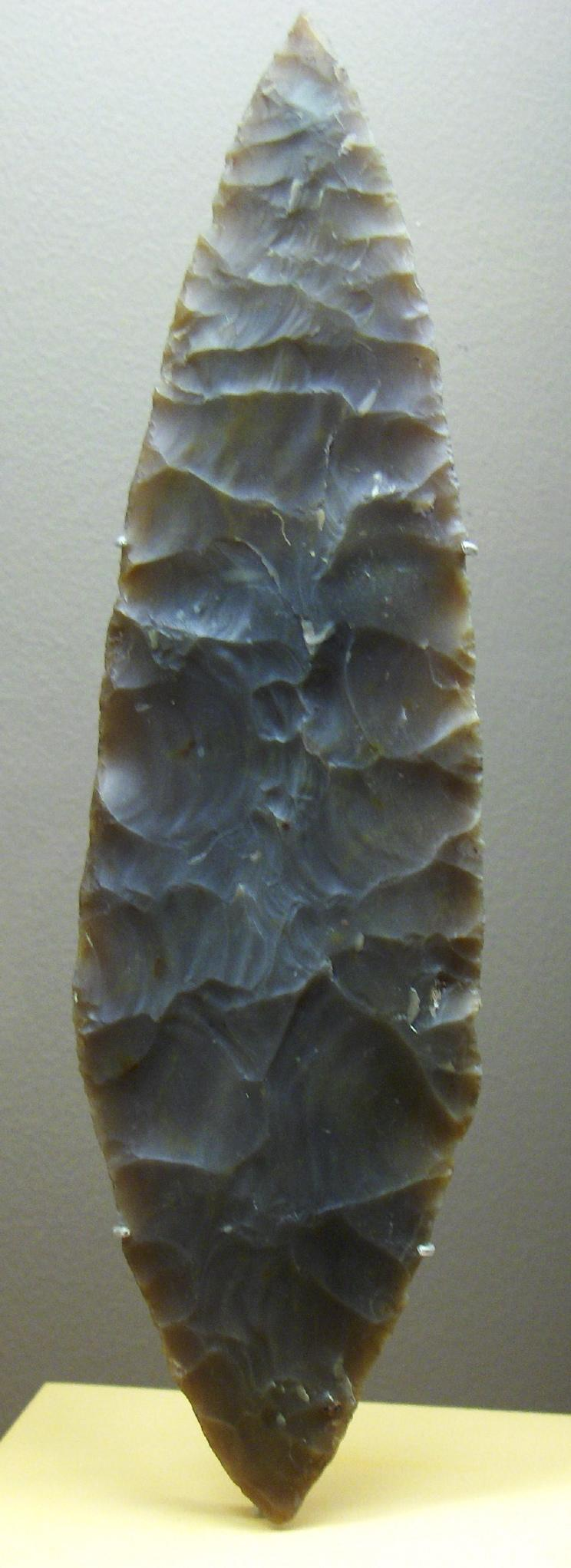
Solutréen, Musée des antiquités nationales in Saint-Germain-en-Laye

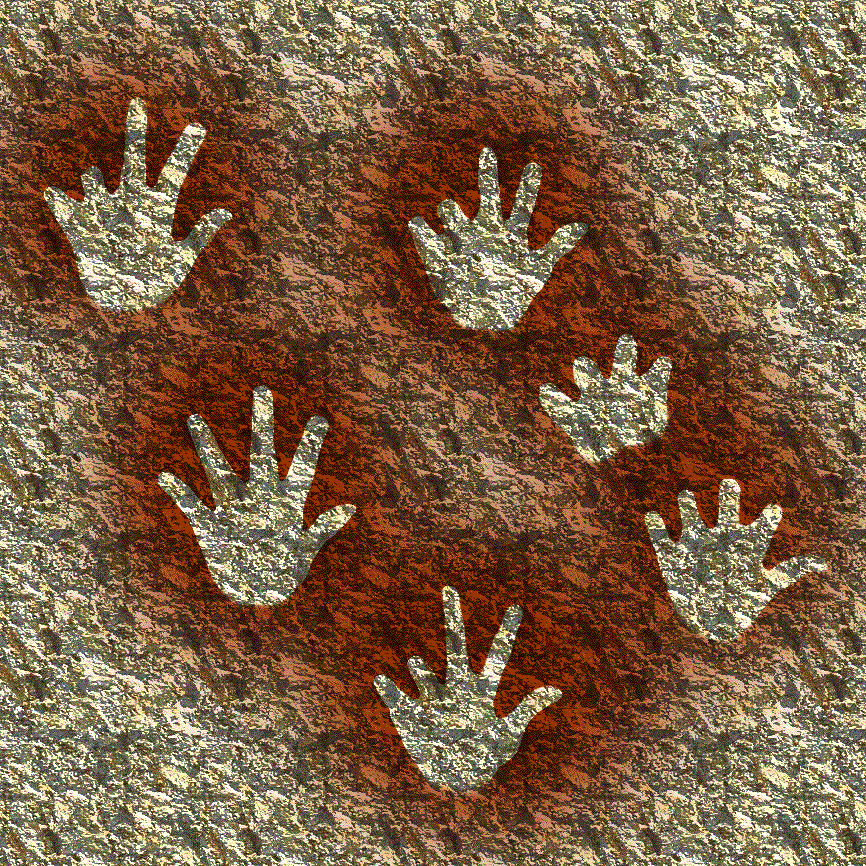
Handabdrücke in der Höhle von Gargas südöstlich von Aventignan im Département Hautes-Pyrénées in der Region Okzitanien an der Grenze zu Spanien

Ab 33.000 v. Chr. finden sich erste Spuren von Cro-Magnon-Menschen, die den Neandertaler möglicherweise verdrängten. Sie stellten Speere und Spatel, Stichel und verzierte Glätthölzer her. Die wichtigsten Fundstätten sind Pincevent, die Höhle von Lascaux mit ihren 150 Malereien und 1500 Felsritzungen, dann die Cosquer-Höhle, von Gargas und von Chauvet. Namengebend war der Abri von Cro-Magnon.

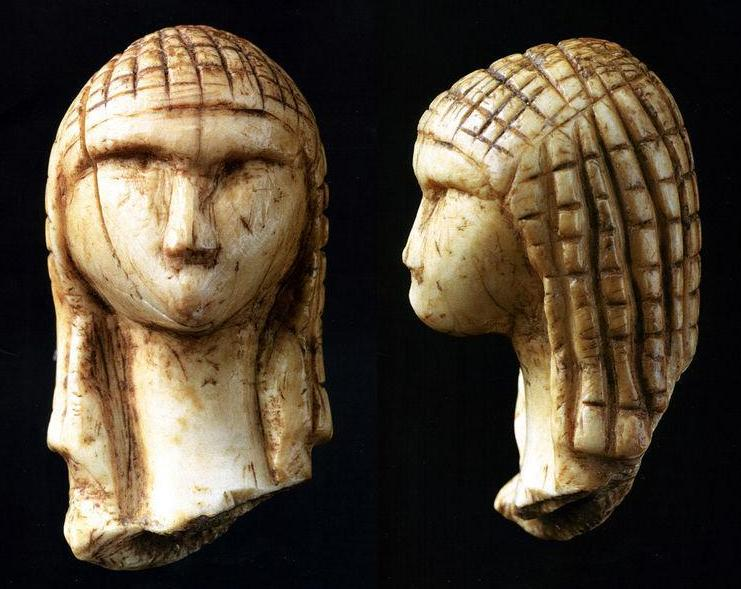
Das 3,65 cm hohe Köpfchen der Venus von Brassempouy

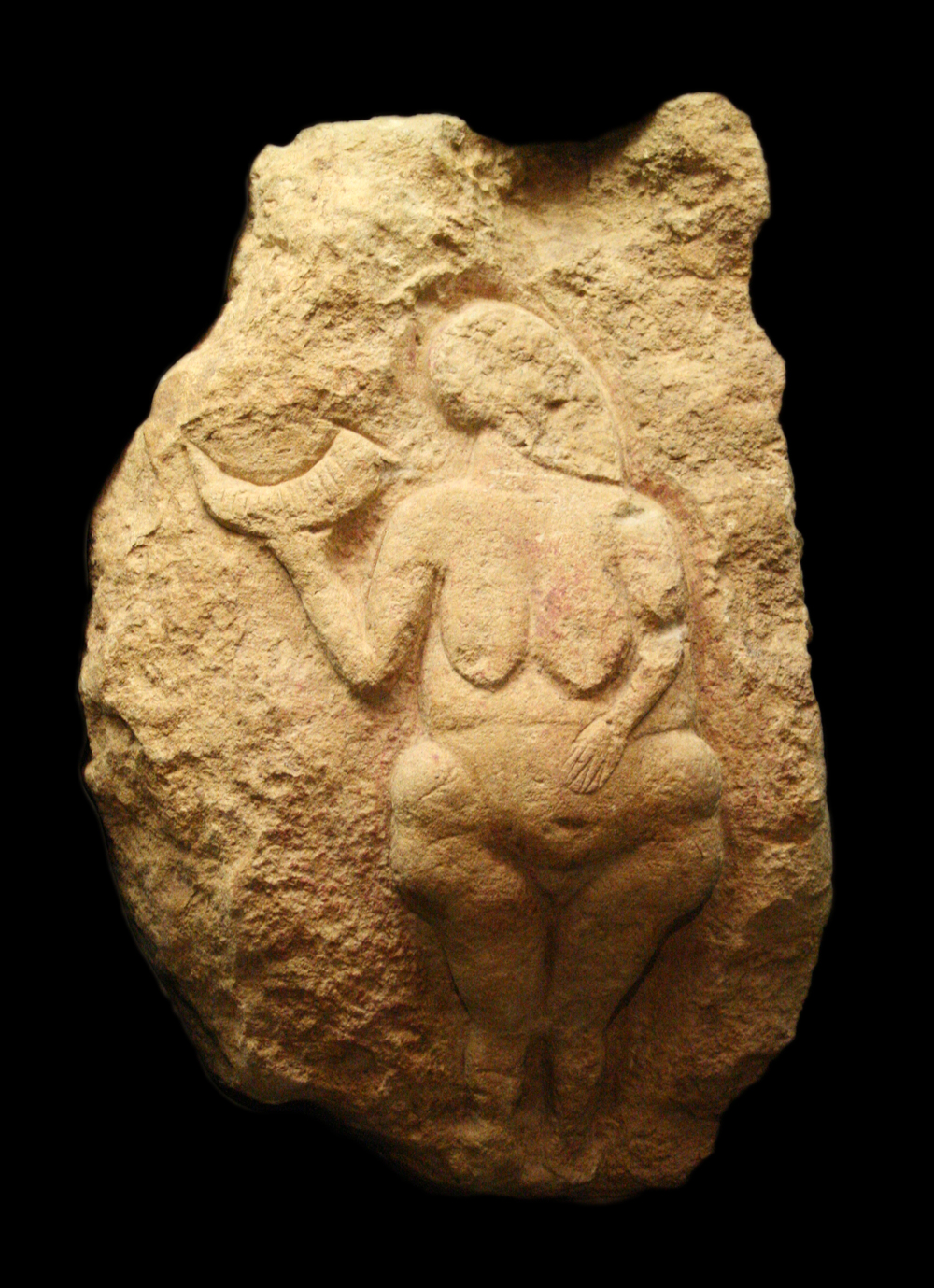
Die Venus von Laussel

Auf das Aurignacien folgte in Mitteleuropa das Gravettien (31.000 bis 25.000 v. Chr.), dem in Frankreich etwa das Périgordien IV entspricht. Die Höhlenmalerei war überaus weit verbreitet und von hoher Qualität, und es entstanden vielfältige Kleinkunst- und Schmuckobjekte. Zwischen 31.305 und 27.300 BP wurde die älteste Gravettienfundstätte Sire à Mirefleurs (Puy-de-Dôme) datiert. Da zu dieser Zeit noch Kulturen des Aurignacien bestanden und sich keine Fundstätten mit einer gemeinsamen Industrie nachweisen ließen, wird ein Vordringen von Gravettiengruppen aus dem Osten unter Verdrängung der Aurignaciengruppen diskutiert. In Aquitanien setzte sich das Gravettien erst später durch, nämlich im mittleren Gravettien (mittleres Périgordien), was diese These bestätigen könnte. Um 20.000 BP wurde das Gravettien in Aquitanien durch das Solutréen abgelöst.
Kennzeichnend für den jüngeren Abschnitt des Gravettiens sind Frauenstatuetten, auch als Venusfigurinen bezeichnet. Die Figurinen bestehen etwa aus Mammutelfenbein (z. B. Venus von Brassempouy), aber auch aus Ton. Andere Venusfiguren sind als Halbreliefs aus einer Felswand herausgearbeitet, wie die Venus von Laussel. Nach dem Noailles-Stichel aus Feuerstein, der vor allem im jüngeren Gravettien (auch Périgordien supérieur) von Südwestfrankreich bis Italien verbreitet war, und der nach einer Höhle bei Noailles im Département Corrèze benannt wurde, bezeichnet man das jüngere Gravettien in Frankreich auch als Noallien.
Im Süden bezeichnet man mit Badegoulien die Zeit von etwa 22.000 bis 20.000 BP, d. h. die Phase maximaler Ausbreitung der Gletscher, deren zeitliche Mitte zwischen 23.000 und 19.000 BP angesetzt wird. Jüngst gelang es dabei, innerhalb einer ökologischen Nische eine Art Territorien verschiedener sozialer Gruppen wahrscheinlich zu machen. Die Ausdehnung der Gletscher dürfte im Norden des heutigen Frankreich menschliches Leben unmöglich gemacht haben, denn dort breitete sich eine Tundrenlandschaft aus. Die ältesten Funde im Nordosten Frankreichs sind etwa 18.000 Jahre alt, 2000 Jahre später lassen sich auch wieder Menschen in Belgien nachweisen, um 13.000 bis 11.000 v. Chr. in England (Creswell Crags), das zu dieser Zeit noch zum Festland gehörte. Wahrscheinlich gehen sie auf eine temporäre Rückgewinnung der für Menschen lebensfeindlichen Gebiete zurück; diese Menschen dürften aus Südfrankreich und Spanien gekommen sein, wohin sich die Menschen vor der Kälte zurückgezogen haben dürften. Italien spielt bei der Rückgewinnung anscheinend keine Rolle.
Im Süden, dort wo sich auf beiden Seiten der Pyrenäen das wichtigste Refugium für die spätere Wiederbesiedlung Westeuropas befand, ließ sich zeigen, dass zur Zeit der größten Ausdehnung der Gletscher, die meisten Menschen auf der Südseite der Pyrenäen lebten.
Die Fundstätte von La Madeleine in der Dordogne, die vor 17.000 Jahren von Rentierjägern und Harpunenfischern bewohnt war, gab dem Magdalénien den Namen. Zunächst nahm man an, sie sei lokal aus dem Solutréen hervorgegangen, doch geht sie wohl auf Zuwanderungen aus Regionen Osteuropas zurück (Epi-Gravettien).
Dem Magdalénien gehört auch die Höhle von Niaux an, ein weitverzweigtes Höhlensystem im Pyrenäengebiet der Ariège. Dort entstanden vor 13.500 bis 12.500 Jahren zahlreiche Malereien, die der frankokantabrischen Höhlenkunst zugerechnet werden. Auf der gegenüber liegenden Talseite befindet sich die La Vache-Grotte, von der die Forscher annehmen, dass sie zumindest zeitweise der Wohnsitz der Menschen war, die die Kunstwerke in der Niaux-Höhle schufen.
In dieser Zeit tauchen erstmals Walknochen in Frankreich auf, nämlich in Isturitz (Pyrénées-Atlantiques). Während des Magdalenien (17.000 bis 12.000 BP) gelang es den südwestlichen Gruppen, nach Osten und Norden zu wandern und dabei wegen des ungünstigen Klimas aufgegebene Gebiete zurückzugewinnen. Dabei entstanden sowohl im Altsiedelgebiet als auch in den wiedergewonnenen Gebieten verschiedene Gesellschaften, die durch verschiedene Grade der Hierarchisierung gekennzeichnet waren, sofern symbolische Gegenstände und Schmuck als Indikatoren aufgefasst werden dürfen.

## Mesolithikum
Die letzten Magdalenienkulturen stellen das Sauveterrien im Südwesten und das Tardenoisien im Nordosten dar. Sie werden dem Mesolithikum zugerechnet, das in Frankreich bisher allerdings weniger erforscht ist, als in den Nachbarländern, wenn man von den Steinindustrien absieht. Das Mesolithikum besitzt in Frankreich nach wie vor den Nimbus einer bloßen Übergangszeit, (s.h. Castelnovien) zumal seine Überreste zumeist unspektakulär sind. Um 1870 nahm man sogar an, das Land sei während der Eiszeit vollkommen entvölkert und erst im Neolithikum zurückgewonnen worden (Hiatus-Theorie). So wurde das Tardenoisien im Pariser Becken eher als eine Vorstufe des Neolithikums aufgefasst. Mit einer deutlichen Verzögerung gegenüber anderen Staaten setzte in Frankreich die Forschung an mesolithischen Fragestellungen erst in den 1930er Jahren ein.

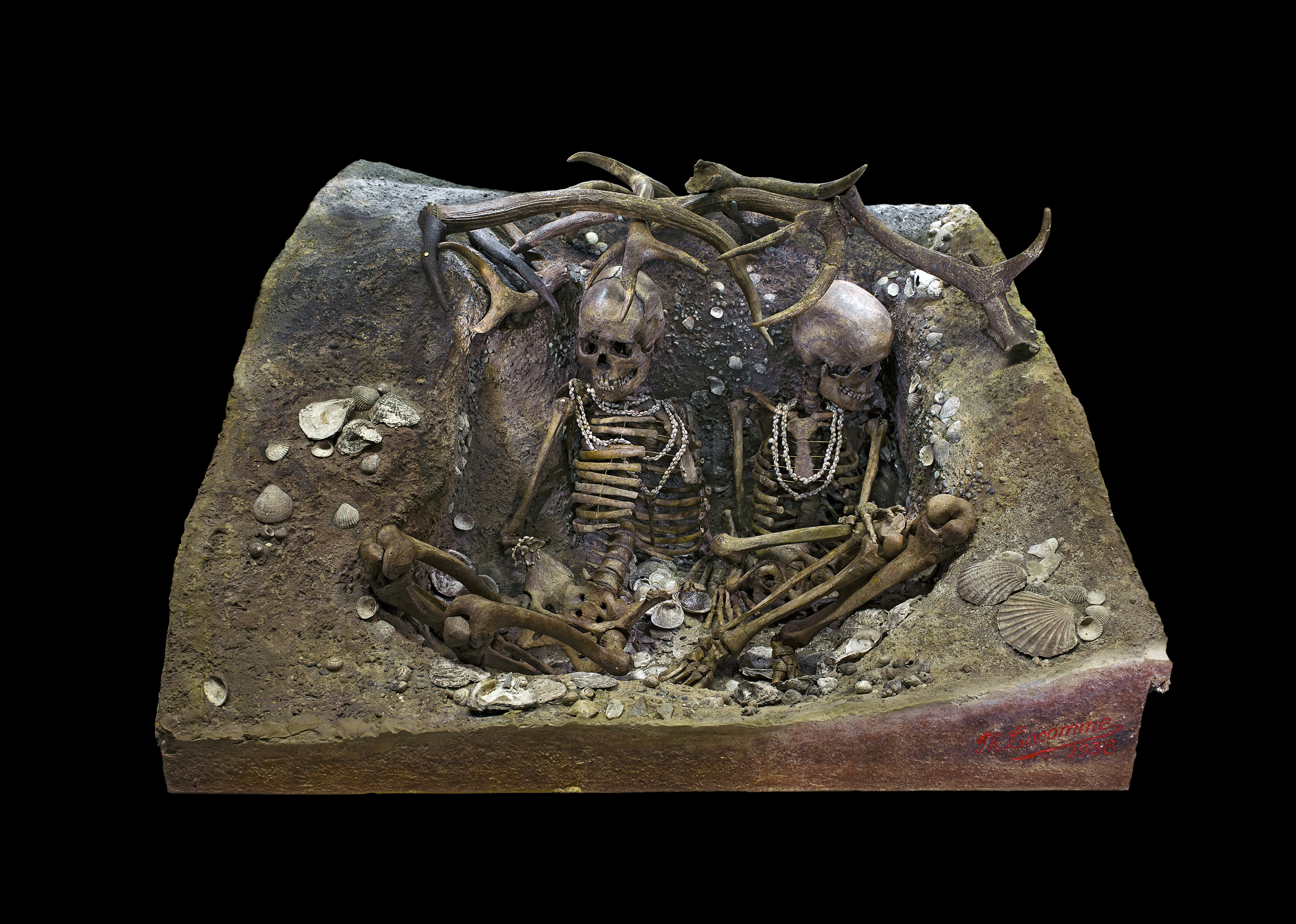
Zwei beigesetzte Frauen in den Muschelhaufen der bretonischen Insel Téviec (um 4625 v. Chr.). Die beiden 25 und 35 Jahre alten Frauen waren eines gewaltsamen Todes gestorben, wie Schädelverletzungen und Pfeilspuren belegen. Sie waren halb im Boden eingegraben und von Geweihen bedeckt. An Grabbeigaben fanden sich Feuerstein und Keilerknochen, dazu zu Hals- und Armbändern aufgereihte Muscheln. Einige weisen gravierte Linien auf. Das Grab wurde 1938 entdeckt und 2010 restauriert.

Dazu trugen die Grabungen auf den bretonischen Inseln Téviec und Hœdic bei. Weitere Grabungen trugen dazu bei, die wachsende Komplexität der Gesellschaft und ihrer Artefakte zu deuten. Kennzeichnend waren dreieckige Mikrolithe, die als Projektilspitzen dienten. So entstand die Vorstellung von einem Sauveterrien und einem nachfolgenden Tardenoisien. Zwischen 1945 und 1970 folgten zahlreiche Grabungen im Pariser Becken und in der Dordogne im Südwesten. Dennoch galt die Epoche immer noch als Regressionszeit, als eine Zeit, in der die Menschen äußerste Mühe hatten, von den knappen Ressourcen zu leben. Jean-Georges Rozoy, der seit den 1960er Jahren Ausgrabungen durchführte, gelang eine Neubewertung, die in seiner Publikation Les derniers chasseurs (Die letzten Jäger) von 1978 kulminierte. Er konnte zeigen, dass es gerade die Mikrolithe waren, die Anzeichen spektakulärer Innovationen darstellten, wie etwa von Kompositwerkzeugen, sowie vom Gebrauch von Pfeil und Bogen. Aber selbst Rozoy sah das Mesolithikum eher als Fortsetzung und Steigerung des Paläolithikums, weshalb er die Bezeichnung Epipaläolithikum bevorzugte, die im Mittelmeerraum stärker verbreitet ist. Seine Nachfolger sahen die Epoche wiederum vielfach als eine Art Vor-Neolithikum, relativierten jedenfalls immer wieder ihre Eigenständigkeit.
Die nacheiszeitliche Phase, etwa um 9700 cal v. Chr. einsetzend, wird auf der Basis von Pollenanalysen, die die Flora widerspiegeln, in mehrere Phasen eingeteilt. Das wärmer und feuchter werdende Klima ließ eine Nord- und Westwanderung von Pflanzen und Tieren zu, wenn auch mit starken regionalen Unterschieden. Die erste Phase, als Präboreal bezeichnet, reichte bis etwa 8000 v. Chr. Es war in dieser Phase noch recht kalt, aber feuchter, Birke und Wacholder breiteten sich aus, später kamen Haselbusch und Eiche hinzu. Danach, im Boreal, wurden Hasel und Kiefer vorherrschend, die Temperaturen stiegen, dichte Wälder entstanden. Mit dem Atlantikum ab 6900 v. Chr. (auch 7100–5500 v. Chr.) erreichten Niederschläge und Temperaturen ein Maximum. In den Wäldern, deren Dichte ebenfalls einen Höhepunkt erreichte, dominierte nun die Eiche. Im Zuge des Kälterückfalls der Misox-Schwankung (zwischen −6270 und −6140 BC) kam es im mesolithischen Mittel-, Nord- und Westeuropa im Verlauf weniger Jahrzehnte zu einer regional unterschiedlichen, aber erheblichen Abkühlung. Diese Wechsel erforderten von den Menschen eine hohe Anpassungsfähigkeit und sie veränderten offenbar den Blick auf ihre Welt. Schließlich, wenn auch lange umstritten, wird heute diese späte Phase ab der ersten Hälfte des 7. Jahrtausends akzeptiert. Wann die finale Phase sich anschloss, wird noch diskutiert. Die Trapeze der Vorgängerphase verschwanden, kleine und gelegentlich große Klingen tauchen (wieder) auf.
Innerhalb Frankreichs werden die beiden Hauptgebiete Norden und Süden unterschieden („Provinzen“), die jeweils eine Reihe von Facies aufweisen. In Preboreal und Boreal wurden große Mengen an Klingen, die im Paläolithikum kennzeichnend sind, nur noch dort hergestellt, wo Feuerstein in großen Mengen vorhanden war, wie in Rouffignac in der Dordogne. Die kleinen Abschläge (Mikrolithe) wurden in geometrischer Form und mit weichen Werkzeugen (Geweih, Knochen, weiche Steine) mittels indirekter Schläge aus dem Kern gewonnen (Montbani im Pariser Becken, Montclus im Süden), auch wurden Klingen durch Schläge in die gewünschte Form gebracht. Gleichschenklige Dreiecke waren dabei zunächst vorherrschend, doch wichen sie in der zweiten Phase ungleichseitigen Formen mit spitzerer Klinge. Häufiger tauchen nun andere Werkzeugmaterialien auf, wie Geweih und Knochen, dazu entsprechende Bearbeitungswerkzeuge, aber auch Ahlen und Steinpolierer. In Grabstätten erscheinen nun häufiger Schmuck aus Knochen, Zähnen, Muscheln und Stein. Bei den Muscheln wurden im Süden Dentalia und Columbella rustica bevorzugt, während im Norden ein größeres Spektrum von zum Teil weit entfernten Muscheln zu finden ist. Auch menschliche Zähne wurden verarbeitet, wie sich in der Fieux-Höhle (Lot) und am Abri des Cabones im Jura zeigte.
Früheste Industrien des Sauveterrien im Südwesten ballen sich zwischen Aquitanien und Provence sowie Vaucluse. Die Fundstätten befinden sich entlang größerer Flussläufe und in geringer Höhe über dem Meeresspiegel. Dieser frühen mesolithischen Phase schließt sich das Montclusien an, das auch schon höher gelegene Gebiete nutzte, was auch für Norditalien gilt, aber auch für das Zentralmassiv. Zu dieser Kultur zählen etwa die Grabfunde von der Insel Téviec. Das kennzeichnende Steinwerkzeug ist ein an allen drei Seiten bearbeiteter Mikrolith, das Montclus-Dreieck, das sich bis in das Pariser Becken und die Bretagne ausbreitete, und durch das Rhonetal in die nördlichen Alpen. An der Küste der Provence entstand das Montadien.
Das Ende des Mesolithikums wird ebenfalls in mehrere Phasen unterteilt, von denen die wichtigsten das Gildasien, nach der Fundstätte Saint-Gildas in Loire-Atlantique, und das Retzien sind. In dieser Phase veränderten sich die Pfeilspitzen mehrfach. Unklarer ist die Situation mangels Funden im Osten Frankreichs. Funde wie in Mannlefelsen im Elsass oder Ruffey-sur-Seille unweit der Schweizer Grenze sind selten. An letzterer Stätte reichen die Funde vom Preboreal bis zum Ende des Mesolithikums.
Mit La Hoguette erreichen wir die Übergangsphase zum Neolithikum in der Mitte des 6. Jahrtausends. Möglicherweise wurde die Keramik von mesolithischen Gruppen hergestellt, die von den mittelmeerischen Neolithikern inspiriert worden waren. Dass Mesolithiker auch Tiere domestizierten, zeigte sich am Fundort Cuzoul de Gramat (Lot), in der Montandon-Höhle (Doubs) oder in Le Petit Marais (Somme), wo sich Anzeichen für gezähmte Hunde fanden, die vielleicht viel früher zur Jagd eingesetzt wurden, vielleicht schon im Paläolithikum. Auch fällt auf, dass neben Rehen, Bären (einschließlich der Spuren tragischer Jagdunfälle) und Auerochsen sehr viel mehr kleinere Tiere gejagt wurden, wie etwa Vögel. Hinzu kam saisonaler Fischfang. Auch spielten mit dem Anwachsen der gemäßigten Wälder Nüsse und Pilze, Rhizome und Wurzeln eine zunehmende Rolle. Auch Vorratshaltung ließ sich nachweisen (Abcurador).
Die hüttenartigen Strukturen lassen oft Bereiche, wie etwa zum Schlafen, zur Steinbearbeitung oder zur Essenszubereitung erkennen, in Ruffey-sur-Seille konzentrierten sie sich allerdings um eine Herdstelle. In Sonchamp III im Pariser Becken weist die Hütte eine Fläche von 12 m² auf. Auch in Mannlefelsen im Elsass fanden sich entsprechende Strukturen. Dort fanden sich auch Überreste eines steinernen Dammes, der offenbar das Wasser eines Baches fernhalten sollte. Einige Artefakte weisen auf zeltartige Strukturen und Palisaden hin.

## Neolithikum

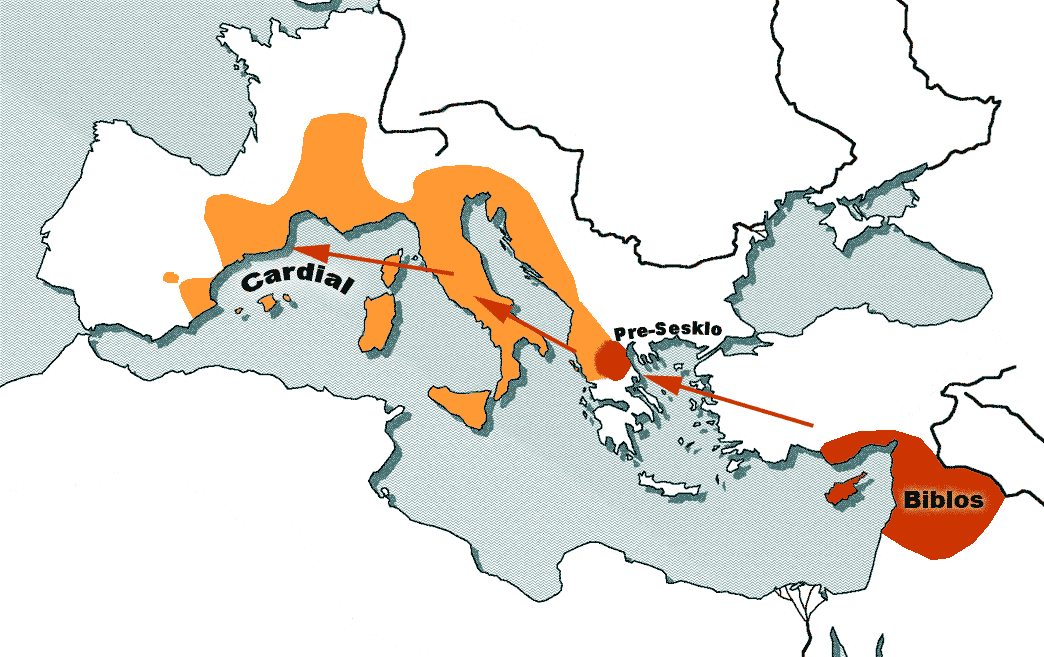
Verbreitung der Cardial- oder Impressokultur

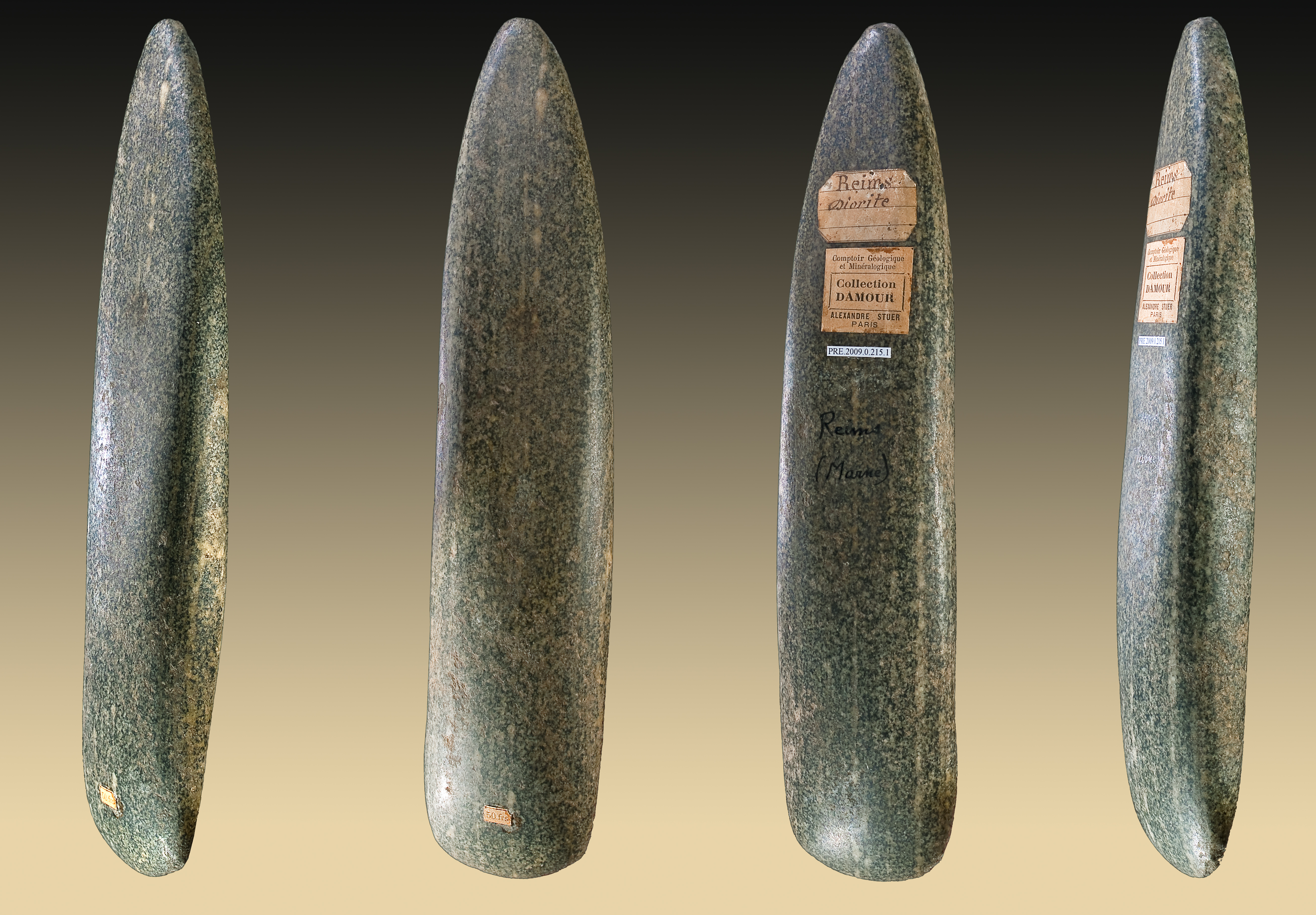
Poliertes Diorit-Beil, entdeckt bei Reims, 25 × 5,2 × 3,3 cm, Museum von Toulouse, Sammlung Alexis Damour

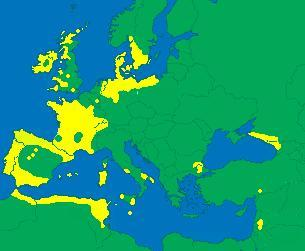
Verbreitungsgebiete der Megalithen in Europa

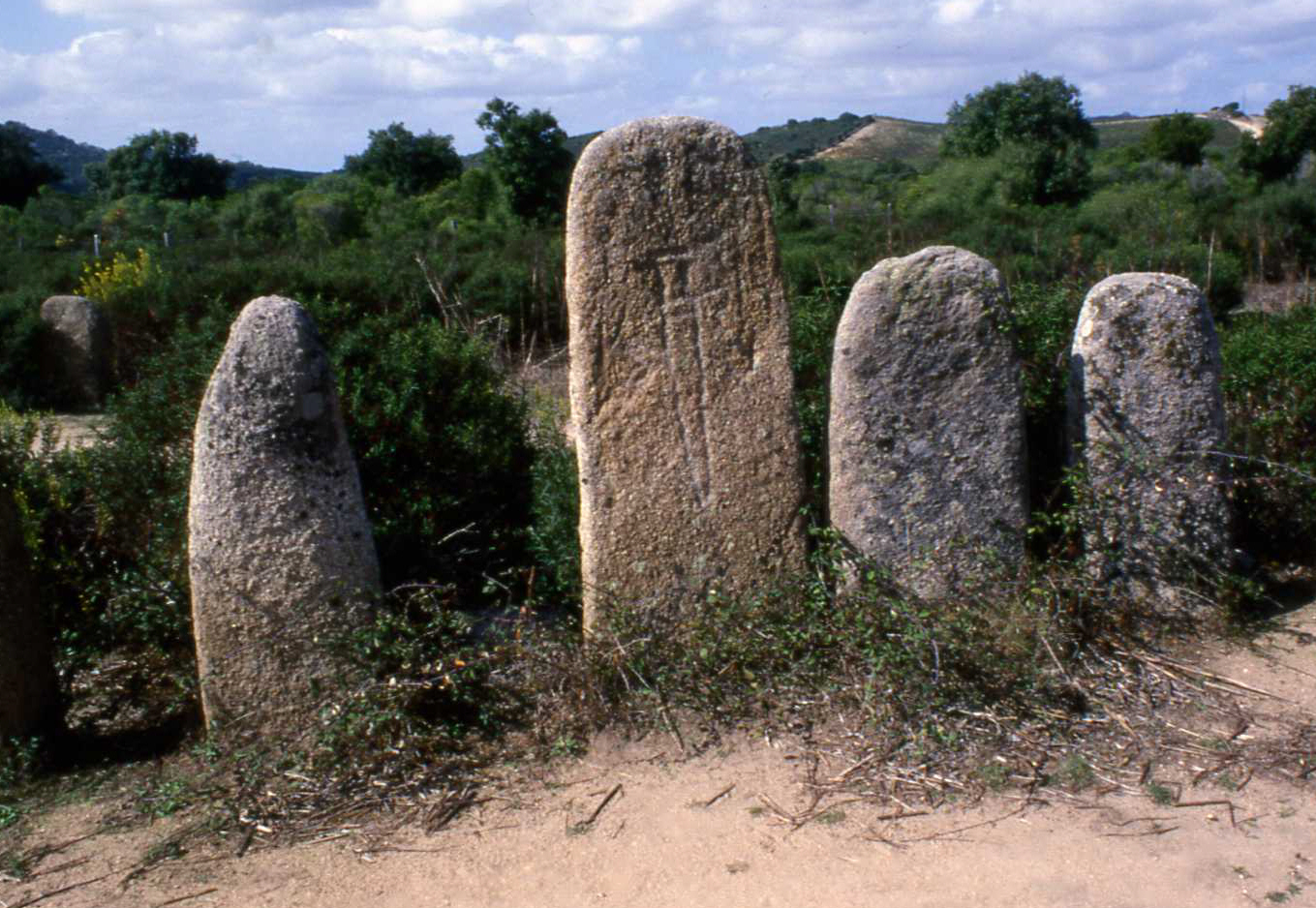
Die Steinreihen von Palaggiu auf Korsika – auch als Campu dei Morti (Friedhof) bezeichnet

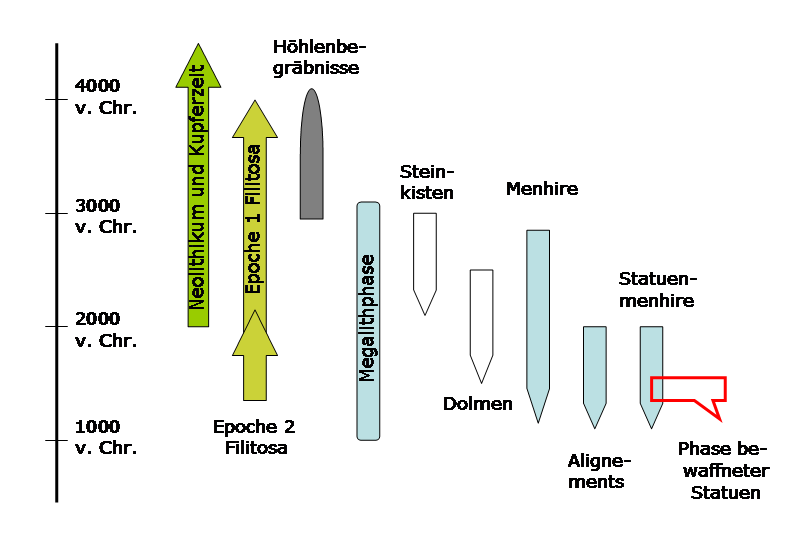
Zeitstellung korsischer Megalithen

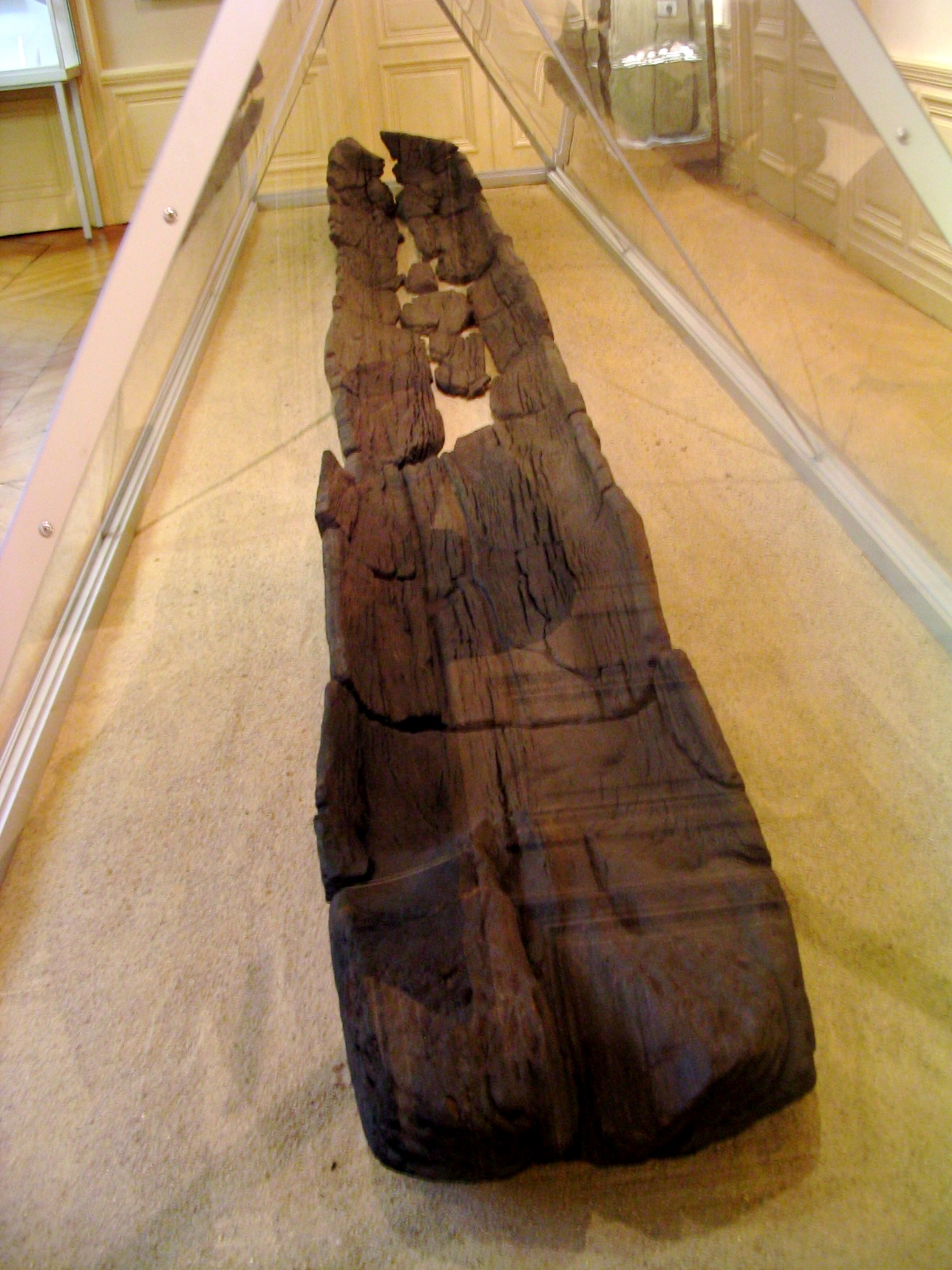
Einbaum, der 1974 bei Bourg-Charente in der Region Poitou-Charentes entdeckt wurde; 3500 bis 3000 v. Chr., heute im Musée d’Arts et d’Histoire de Cognac

### Cardial- oder Impressokultur (ab 5700/5500 v. Chr.)
Die Cardial- oder Impressokultur ist nach ihren typischen Keramikverzierungen mittels Herzmuscheln benannt. Die Begriffe fassen eine Reihe verwandter Kulturen zusammen, die sich ab dem 7. Jahrtausend v. Chr. von Dalmatien aus über die Küsten des Mittelmeeres bis zum heutigen Frankreich, Iberien, und Nordafrika ausbreiteten. Diese Wanderung bezeugen jetzt auch Radiokarbondatierungen, z. B. Zum anderen beweisen genetische Untersuchungen nicht nur, dass die Pflanzen und Tiere, die die neuen Siedler mitbrachten, ebenfalls aus dem östlichen Mittelmeerraum stammten, sondern auch, dass diese Ausbreitung meist zu Lasten der zuvor vorhandenen Bevölkerungen vonstattenging.
Die Neolithisierung begann zwischen 5700 und 5500 v. Chr. im Südosten Frankreichs mit der Kultur von La Hoguette. Von dort verbreitete sie sich nach Norden und erreichte etwa 300 Jahre vor der Bandkeramik den Rhein und seine Nebenflüsse bis zur Lippe. Der Anteil von Haustierknochen ist in den Funden der La-Hoguette-Kultur erheblich größer als bei den Bandkeramikern weiter im Osten. Jetzt wurde die Nahrung selbst erzeugt, d. h. Getreide angebaut und gelagert, sowie Vieh gezüchtet, doch hatten Jagd und Fischfang noch einen hohen Stellenwert. Es wurde Keramik hergestellt, ebenfalls ein Kernmerkmal der Neolithisierung. In ersten Dörfern wurden die Gruppen sesshaft, und erste Grabhügel, Tumuli, Cairns, Dolmen und Menhire entstanden. Menhire fanden sich vor allem in der Bretagne, teils auf großen Flächen, wie in Carnac (4 km², 2935 Menhire) oder auf dem Pic de Saint-Barthélemy bei Luzenac im Département Ariège.
Auf die Cardialkultur im engeren Sinne (bis 5000 v. Chr.) folgt das Epicardial (bis 4800 v. Chr.). Die Kultur wird in Frankreich und Belgien in verschiedene Gruppen eingeteilt.
In Nordfrankreich, insbesondere vom Pariser Becken nach Ost spricht man von der Villeneuve-Saint-Germain-Gruppe, in Belgien vom Blicquien. Letztere Kultur wird auf die Zeit zwischen 5100 und 4700 v. Chr. datiert. Weiter östlich schließt sich die Bandkeramische Kultur an, im Französischen als „Rubané“ bezeichnet. Lange Häuser mit Holzständern dominierten hier wie dort. Schmuck wurde aus Schiefergestein gefertigt.
Auf der Atlantikseite entstand um 4600 v. Chr., also im mittleren Neolithikum, die Cerny-Gruppe mit bereits megalithischen Elementen (proto-megalithisch), z. B. bei Passy im Département Yonne in Burgund, wo man Zeremonialflächen oder -einhegungen fand, die durch Palisaden und Gräben abgetrennt wurden (vgl. Einhegung vom Typ Passy). Die Häuser waren stark vom Donauraum beeinflusst, ebenso wie die Keramik. Die Cerny-Gruppe wird im Allgemeinen mit der in Deutschland weit verbreiteten Gruppe der Rössener Kultur parallelisiert.

### Postimpresso-Kulturen (ab 4300/4200 v. Chr.)
Die zunächst recht homogene Impressokeramik löste sich in Postimpresso-Kulturen auf, zu denen später die im Gebiet beiderseits der Rhone nachweisbare Chassey-Lagozza-Cortaillod-Kultur gehört. Die zunächst als eigenständige Kulturen gedeuteten Fundgruppen in Südfrankreich, in Norditalien sowie in der Süd- und Westschweiz erhielten eigene Namen, doch werden sie heute als zusammengehörig aufgefasst. Sie gehören dem mittleren Neolithikum an.
In Frankreich erstreckt sich das Chasséen (etwa 4200–3500 v. Chr.) von der Kanalküste bis zum Mittelmeer. Die Kultur wurde nach der Fundstätte Chassey-le-Camp im Département Saône-et-Loire benannt. Allem Anschein nach ist sie stärker aus mediterranen Quellen gespeist, im Gegensatz zu den östlichen Gruppen, die auf danubische Quellen zurückgeführt werden. Die Bodenbearbeitung lieferte den Löwenanteil der Nahrungsmittel, zu denen Äpfel, Emmer, Einkorn, Eicheln, Gerste, Haselnüsse, Linsen, Bohnen und Pflaumen gehörten; auch Viehhaltung ist belegt. Die Keramik weist einfache Formen, meist bauchige, mit einer geknickten Schulterpartie versehene Becher oder beutelförmige Näpfe, Hänge- und Vorratsgefäße mit abgerundetem Boden ohne Standflächen auf. Verzierungen sind selten, doch nehmen sie gegen Ende des Chasséens zu. Feine Gitter-, punkt- oder strichgefüllte Bänder, X-Reihen und Zickzackstreifen herrschen vor, doch finden sich auch Wellen und Bögen sowie weiße und rote Inkrustierungen. Hinzu kommen mehrfach durchbohrte Leisten mit Panflöten- oder Patronengürtel-Ösen. Massenhaft traten nun Steingeräte mit Klingencharakter auf, querschneidige, blattförmige, rhombische und in der jüngsten Phase gestielte Flügelpfeilspitzen, Messer und Bohrer, spitznackige Beile mit ovalem Querschnitt, Scheibenbeile und Meißel. Die Hocker-Einzelbestattung erfolgte in Gruben, aber auch in Höhlen, manchmal auch in Megalithen. Trepanationen kamen relativ häufig vor. Die mit Gräben und Palisaden, gelegentlich auch mit komplizierteren Anlagen befestigten Dörfer lagen meist auf Plateaus und waren erheblich größer als im frühen Neolithikum Frankreichs. Im Süden wurden die Häuser auf Steinfundamenten errichtet. Allerdings wohnten auch Menschen in Höhlen und in einzelstehenden Hütten. Anthropomorphe Menhire wurden in der offenen Landschaft aufgestellt, doch ist die Zugehörigkeit zum Chasséen nicht gesichert. Zudem fanden sich Figurinen aus Ton, die meist Frauen darstellen.
In Burgund finden sich Artefakte einer Gruppe, die Elemente des Chasséens, aber auch des Cortaillods und der Michelsberger Kultur aufwies. Im Westen entstanden erste Monumentalbauten der Megalithik.
Die zweite, auf dem Gebiet Frankreichs vorkommende Kultur dieser Epoche – die dritte findet sich auf dem Schweizer Gebiet zwischen Genfersee und Zürichsee – ist die Lagozza-Gruppe. Sie erstreckt sich vom Languedoc über die Provence und Ligurien und weiter südwärts bis in die Gegend von Bari. Die einfarbige, unverzierte und meist schwarze Keramik wurde nur gelegentlich aus rot poliertem, feintonigem Material hergestellt. An Steingeräten fanden sich neben spitznackigen Beilen auch Mikrolithen wie Trapeze und dreieckige Querschneider, sowie rhombische und dreieckige, zum Teil gestielte Pfeilspitzen. Aus Knochen wurden Kämme, Anhänger und vereinzelt auch Harpunen hergestellt. Webgewichte und Spinnwirtel bestanden aus Ton.
Um 3500 bis 3000 v. Chr. entstanden neue Gruppen, wie die von Ferrières, dann Fontbaisse in der Mitte, Artenac im zentralen Westen, Horgen im Osten, Seine-Oise-Marne (3500 bis 2500 v. Chr.) im Pariser Becken und im Norden. Letztere Kultur reichte im Osten bis nach Belgien und Westdeutschland. Die halb eingegrabenen Häuser mit einem Mittelfirst auf Ständern und Flechtwerkwänden waren rechteckig und maßen etwa 3 mal 6 Meter. Doch gab es auch große Häuser mit schwerem Dachgebälk. Bei den Grabstätten handelt es sich sowohl in den Großbauten als auch in den künstlichen oder natürlichen Höhlen um kollektive Totenplätze. Wo weiches Gestein dies erlaubte, wie an der Marne, entstanden weiträumige Hypogäen mit reichen Beigaben, wie Beile oder Figurinen. Stelen finden sich in der Provence ebenso wie im Languedoc und Aveyron. Auf ihnen sind oft menschliche Gesichter dargestellt – mit Augenbrauen, Augen und Kleidungselementen wie Gürteln oder Bändern (so in Puyvert in der Vaucluse, Pousthoumy im Aveyron und Bouisset im Hérault). Im späteren Neolithikum wuchsen diese figürlichen Darstellungen zu erheblich größeren Menhiren an.

### Glockenbecherkultur (2600 bis 2100 v. Chr.)
Im Endneolithikum erfasste die Glockenbecherkultur (franz.: culture campaniforme) das südliche und westliche Frankreich, aber auch Gebiete in der Bretagne und im Osten.  Die Menschen lebten in 15 bis 20 m langen Häusern. In jedem Haus könnten sich 8 bis 10 Menschen aufgehalten haben, in den kleinen Dörfern vielleicht 30 bis 50. Offenbar bestand ein regelmäßiger Fernhandel, etwa mit Kupfer oder Salz. Die Begräbnisriten waren nun sehr stark regionalisiert, die Toten wurden einzeln in Erdgräbern oder in Steinkisten beigesetzt. In Frankreich kamen häufig Nachbestattungen in Megalithanlagen und Beisetzungen in Höhlen vor, gelegentlich nahm man megalithische Traditionen auf und ging zur Mehrfachbestattung über. Männer wurden mit dem Kopf nach Süden, den Extremitäten nach rechts gewandt beigesetzt, Frauen mit dem Kopf nach Norden, den Extremitäten nach links. So ging in beiden Fällen der Blick nach Osten. Anhand der Grabbeigaben – meist Glockenbecher, Dolche aus Kupfer, Armschutzplatten und Pfeilspitzen aus Feuerstein, die in Gräbern herausragender Männer vorkommen – lässt sich eine zunehmende Hierarchisierung der Gesellschaft unter Führung einer Kriegergruppe feststellen.

## Bronzezeit (1850–800 v. Chr.)

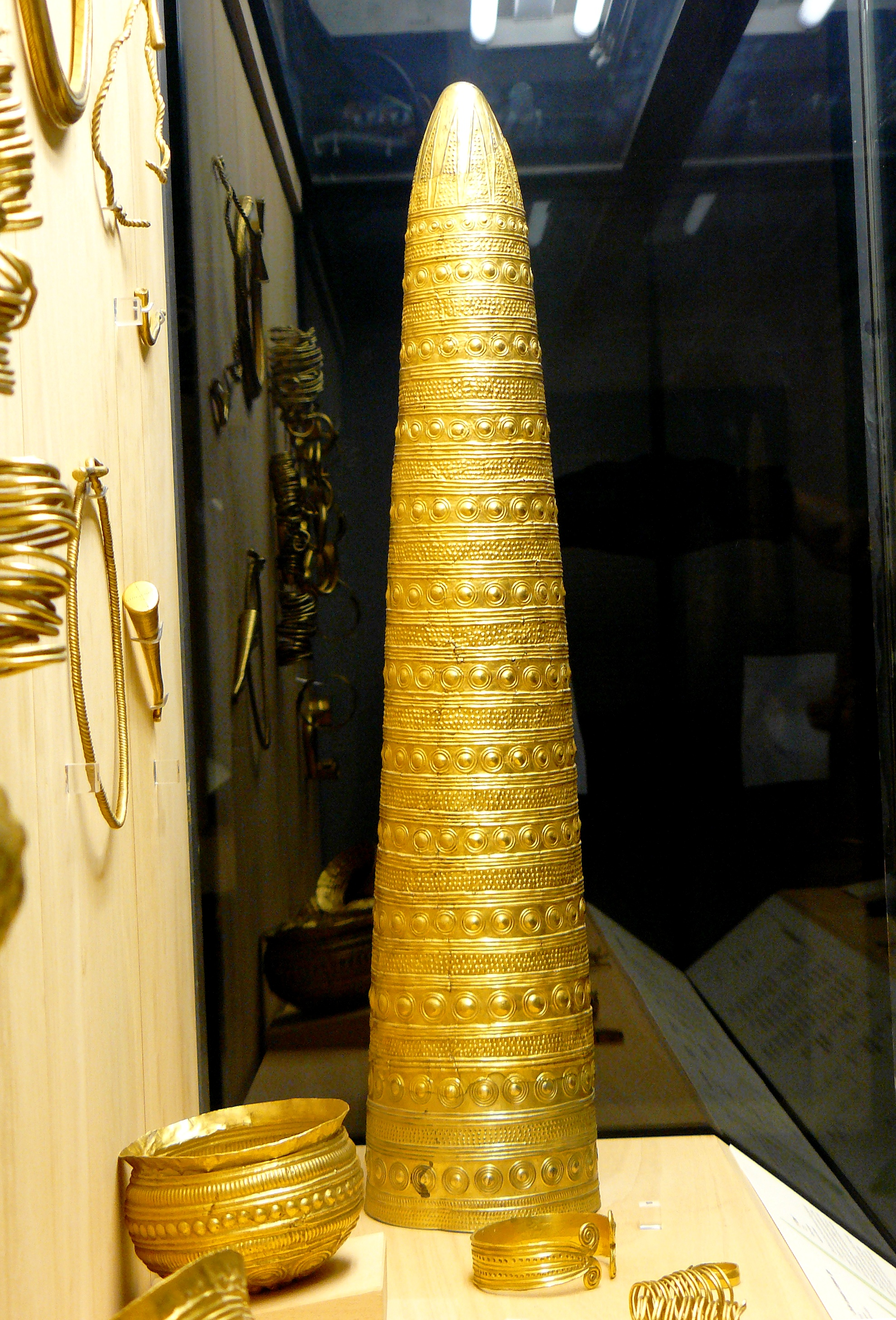
Der Goldblechkegel von Avanton, 1844 nördlich von Poitiers entdeckt. Seine Funktion ist unklar, es wurde über eine Kopfbedeckung oder ein Spendengefäß spekuliert, was aufgrund des dünnen Materials wohl nicht in Frage kommt; möglich ist auch eine Bekrönung von Kultpfählen oder der Gebrauch als Hut für ein Standbild, Höhe: 55 cm, Gewicht: 321 g, mittlere bis späte Bronzezeit

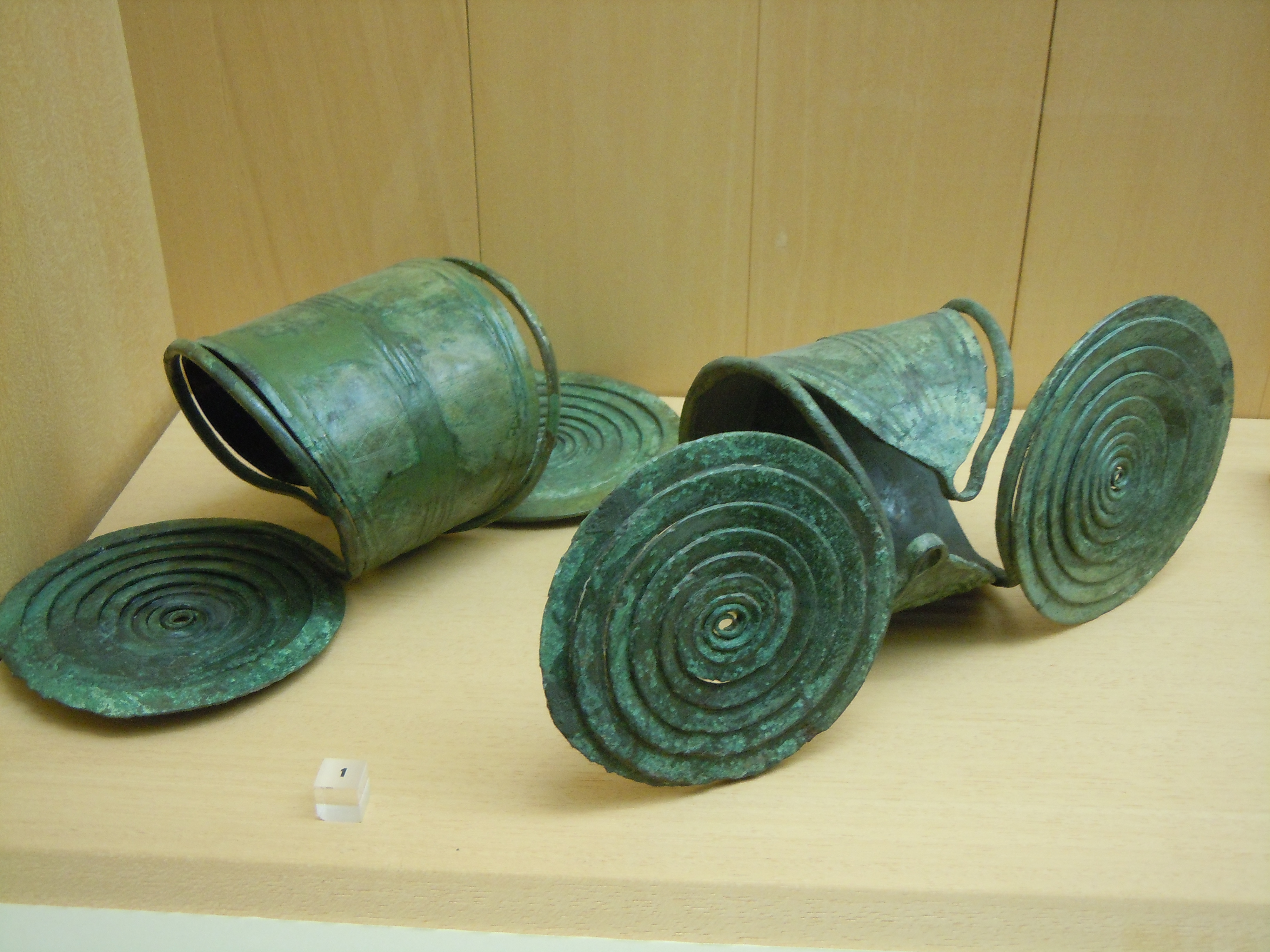
Kupferne Beinschützer, Veuxhaulles-sur-Aube, 1250 v. Chr., Musée des Antiquitées Nationales de Saint Germain en Laye

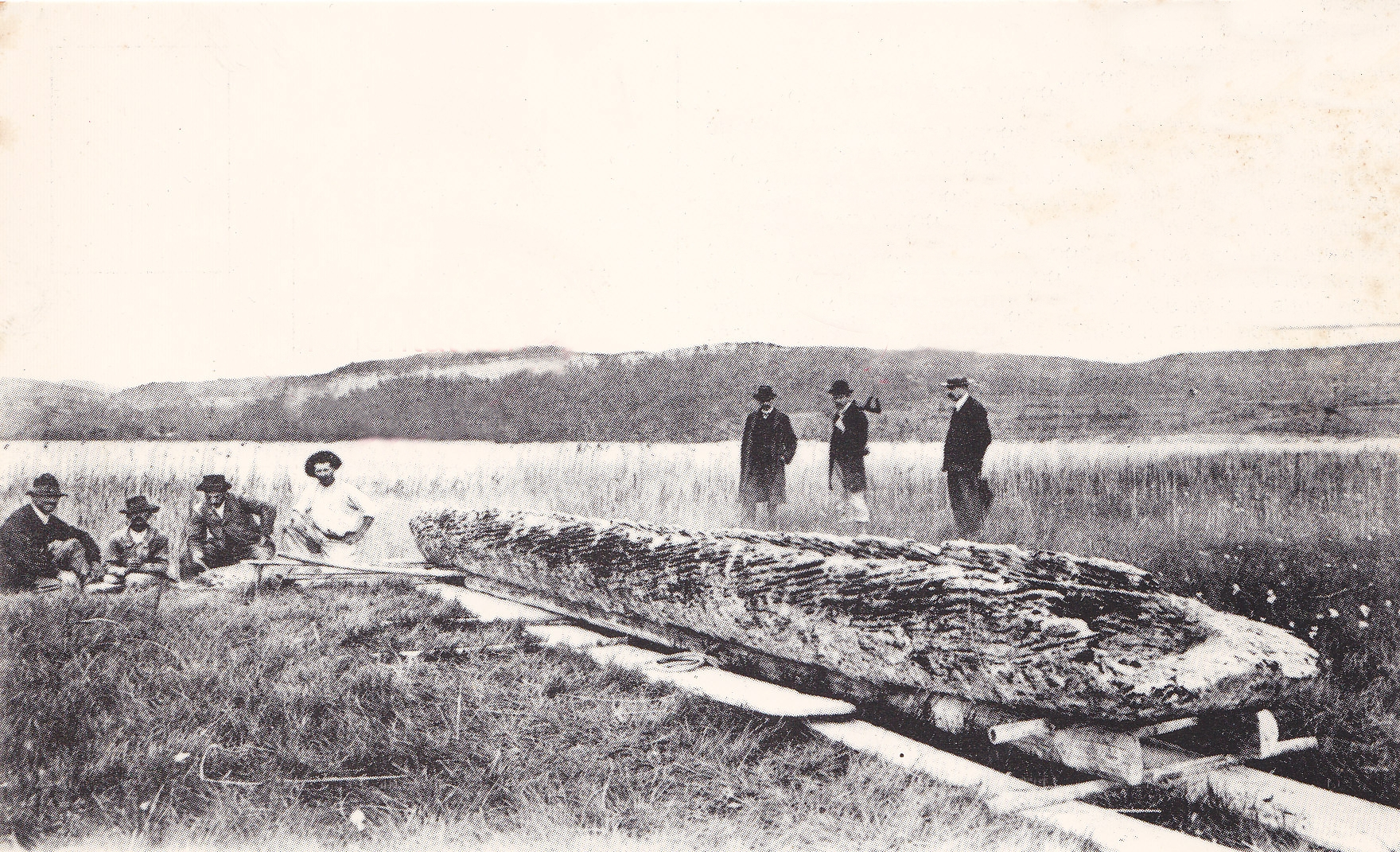
Die Piroge vom Chalain-See im französischen Jura, 1904. Das Boot ist 9,35 m lang und wurde 1904 entdeckt. Es wurde dendrochronologisch auf das Jahr 959 v. Chr. datiert und liegt heute im Musée archéologique de Lons-le-Saunier.

In Frankreich weigerte man sich bis in die 1960er Jahre, die dreigliedrige Periodisierung in Stein-, Bronze- und Eisenzeit, die im übrigen Europa gängig war, zu akzeptieren. Man legte Wert darauf, die eigene Urgeschichte an die Geschichte des Mittelmeeres zu binden, so dass die Archäologie ein Teil der Kunstgeschichte wurde. Die Préhistoire war hingegen eine Naturwissenschaft und führte ein marginales Dasein im akademischen Leben. In den 1880er Jahren schlug Gabriel de Mortillet, der als Begründer der urgeschichtlichen Forschung in Frankreich gilt, eine Protohistoire vor, die die entstandene Lücke überbrücken sollte. Doch der Rest Europas lehnte dies ab, und auch in Frankreich blieb die Erforschung der drei Epochen zurück.
Die Bronzezeit wird für das östliche Frankreich nach Jean-Jacques Hatt (1961) in die Bronze ancien oder Frühbronzezeit bzw. moyen und finale, also Mittel- und Spätbronzezeit eingeteilt. Als vierte Phase wird vor der Spätbronzezeit ein Bronze récent gesehen, das manchmal aber auch die letzte Phase einschließt. Dabei bestanden Kupferlagerstätten, die zur Gewinnung von Bronze vonnöten waren, an zwei Stellen, nämlich in den Vogesen im Nordosten und bei Cabrières im Département Hérault im Süden. Zwar gibt es Zinn in der Bretagne, doch ist dort kein bronzezeitlicher Abbau nachgewiesen, so dass möglicherweise eine vollständige Abhängigkeit vom Fernhandel bestand. Dabei ist die frühe Bronzezeit von Erdbestattungen gekennzeichnet, die mittlere von Grabhügeln oder Tumuli, die späte von der Verbrennung der Toten.

### Frühe Bronzezeit (2200/1850–1650 v. Chr.)
In Westeuropa wirkten jungsteinzeitliche Traditionen noch bis weit in die Bronzezeit hinein kulturprägend.
Ausgehend von der Aunjetitzer Kultur breitete sich ab 2500 v. Chr. die Bronzeverarbeitung in Mitteleuropa aus. Jedoch ist die Bronzebearbeitungstechnik noch wenig entwickelt, die Objekte in den ersten beiden Jahrhunderten klein und selten.
Es scheint, als habe die Abhängigkeit von den wenigen zur Bronzeherstellung notwendigen Gruben von Zinn und Kupfer dazu geführt, dass gesellschaftlicher Reichtum, Macht und Einfluss angehäuft wurden. Die Gesellschaft wurde, wenn man dies aus den Grabbeigaben schließen darf, deutlich stärker hierarchisch und kriegerischer. Darauf weist das Hervorheben des Kriegerischen in der Kultur, aber auch die Entstehung zahlreicher Höhenburgen hin – allerdings überwiegend in der Eisenzeit.
Während in der einsetzenden Bronzezeit zahlreiche kulturelle Gruppen nebeneinander bestanden, so tendierte der Raum zu einer zunehmenden Homogenität, die sich in der mittleren und späten Bronzezeit noch verstärkte. Dennoch lassen sich verschiedene Gruppen ausmachen.

### Mittlere Bronzezeit (1650–1275 v. Chr.)
West- und Nordfrankreich werden der atlantischen Provinz zugerechnet, zu der auch das atlantische Iberien und die britischen Inseln zählen. Zwischen der Bretagne und den Niederlanden unterscheidet man die Gruppen von Tréboul, denen in der späten Bronzezeit die Gruppen von Rosnoën und Saint-Brieuc-des-Iffs folgten. Um das Mündungsgebiet der Gironde findet sich die groupe médocain und die von Saint-Denis-de-Pile, die sich um 1050 v. Chr. in der späten Bronzezeit anschließt. Bei Schmuck und Waffen zeigen sich hier östliche Einflüsse.
Auf Korsika entstand um 1600 v. Chr. die Torre-Kultur, die Ähnlichkeiten zur Nuraghenkultur der südlichen Nachbarinsel Sardinien aufweist. Allerdings waren die Torri (Türme) erheblich kleiner als die sardischen Bauten. Dennoch rechnet man die Torrekultur, die vor allem im Süden Korsikas fassbar ist, der Nuraghenkultur zu, die dort die Megalithkultur ablöste. Nur im Südwesten Korsikas, bei Filitosa, findet man gleichzeitig die Statuenmenhire der Megalithiker und die Türme der „Torreaner“.

### Späte Bronzezeit (1275–800 v. Chr.)

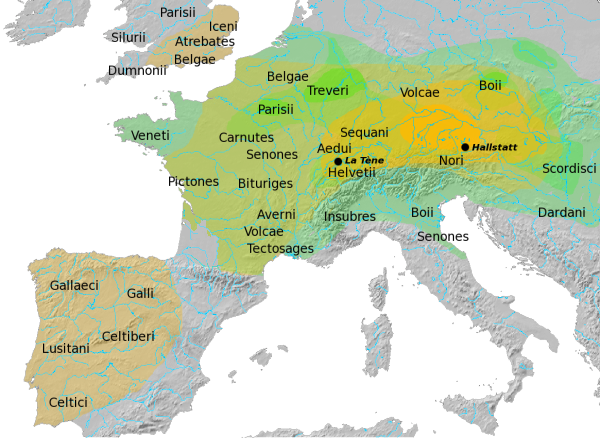
Verbreitung von Hallstatt- (gelb) und Latènekultur (grün) mit den Wohngebieten keltischer Stämme, die sich allerdings auch auf spätere Zustände beziehen

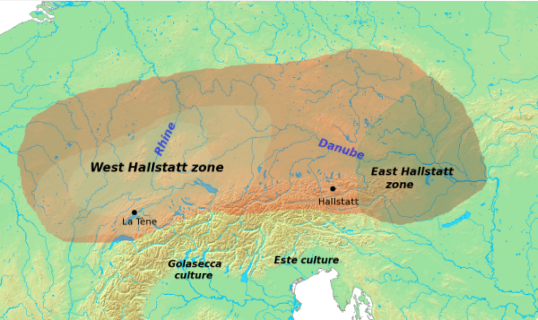
Westliche und östliche Hallstattkultur

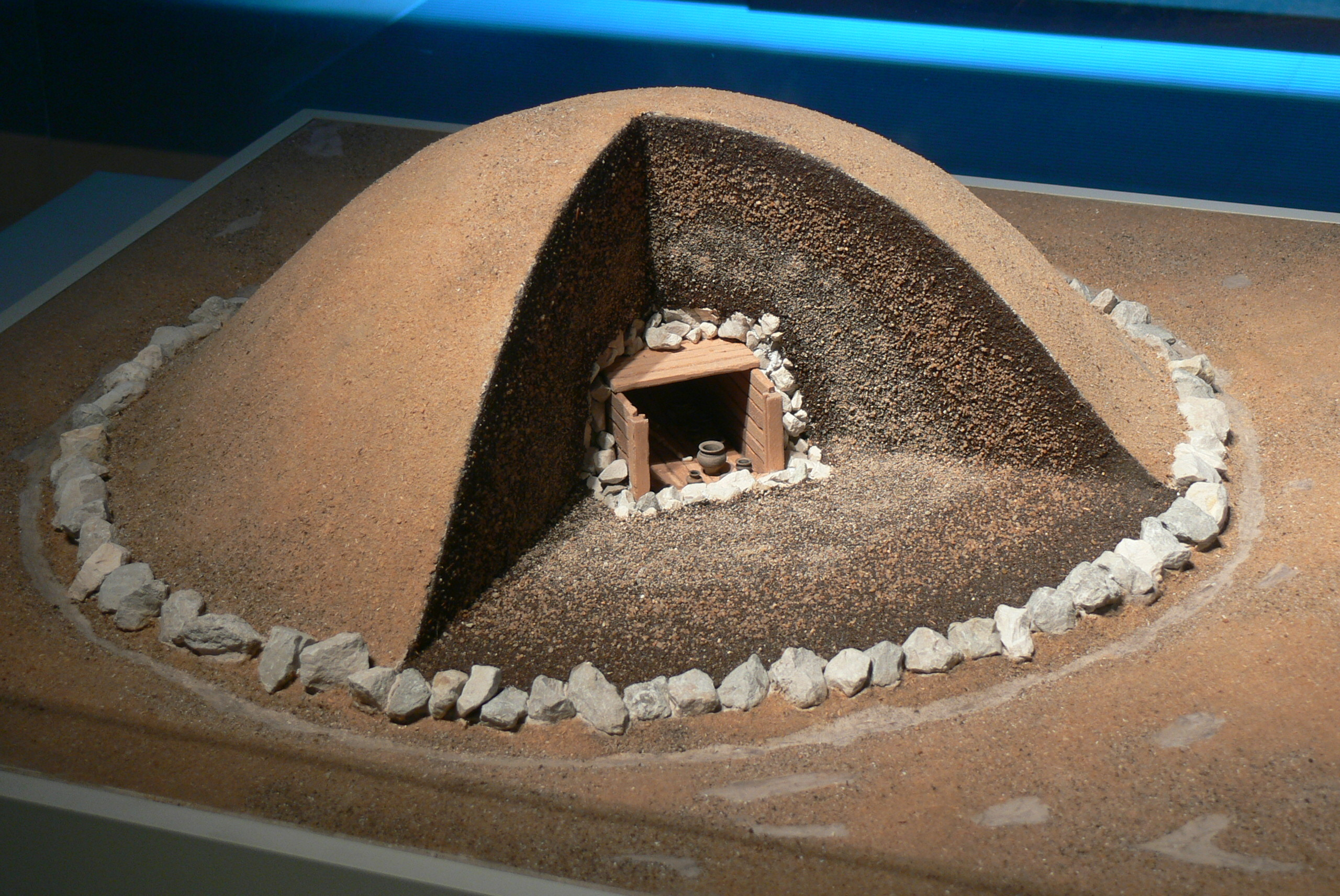
Modell eines Grabhügels der Hallstattzeit, Germanisches Nationalmuseum Nürnberg

Nach Paul Reinecke werden die späte Bronze- und die frühe Eisenzeit in vier Perioden eingeteilt, die mit Hallstatt A bis D bezeichnet werden. Demnach gehören Hallstatt A (1200–1000 v. Chr.) und B (1000–800) zur bronzezeitlichen Urnenfelderkultur, Hallstatt C (800–650) und D (650–450 v. Chr.) zur eisenzeitlichen Hallstattkultur. Das namensgebende ausgedehnte Gräberfeld mit über tausend Gräbern wurde bereits 1846 oberhalb des Hallstätter Sees in Österreich entdeckt. Der Westhallstattkreis umfasste Nordost-Frankreich, Süddeutschland, das Mittelrheingebiet, Böhmen und Oberösterreich. Wurden dort wichtige Persönlichkeiten mit Schwert (Hallstatt C) oder Dolch (Hallstatt D) bestattet, so wählte man im Osten eine Streitaxt. Im 8. Jahrhundert v. Chr. verlor das Fernhandelssystem für Kupfer und Zinn durch die zunehmende Dominanz des Eisens seine Bedeutung. Durch den Eisenhandel wurde die Entstehung einer neuen Oberschicht begünstigt, die über Kontakte bis in den Mittelmeerraum verfügte. Bei ihnen sprach man von „Fürstensitzen“, die vor allem in Südwestdeutschland, der Schweiz und Ostfrankreich zu finden sind.

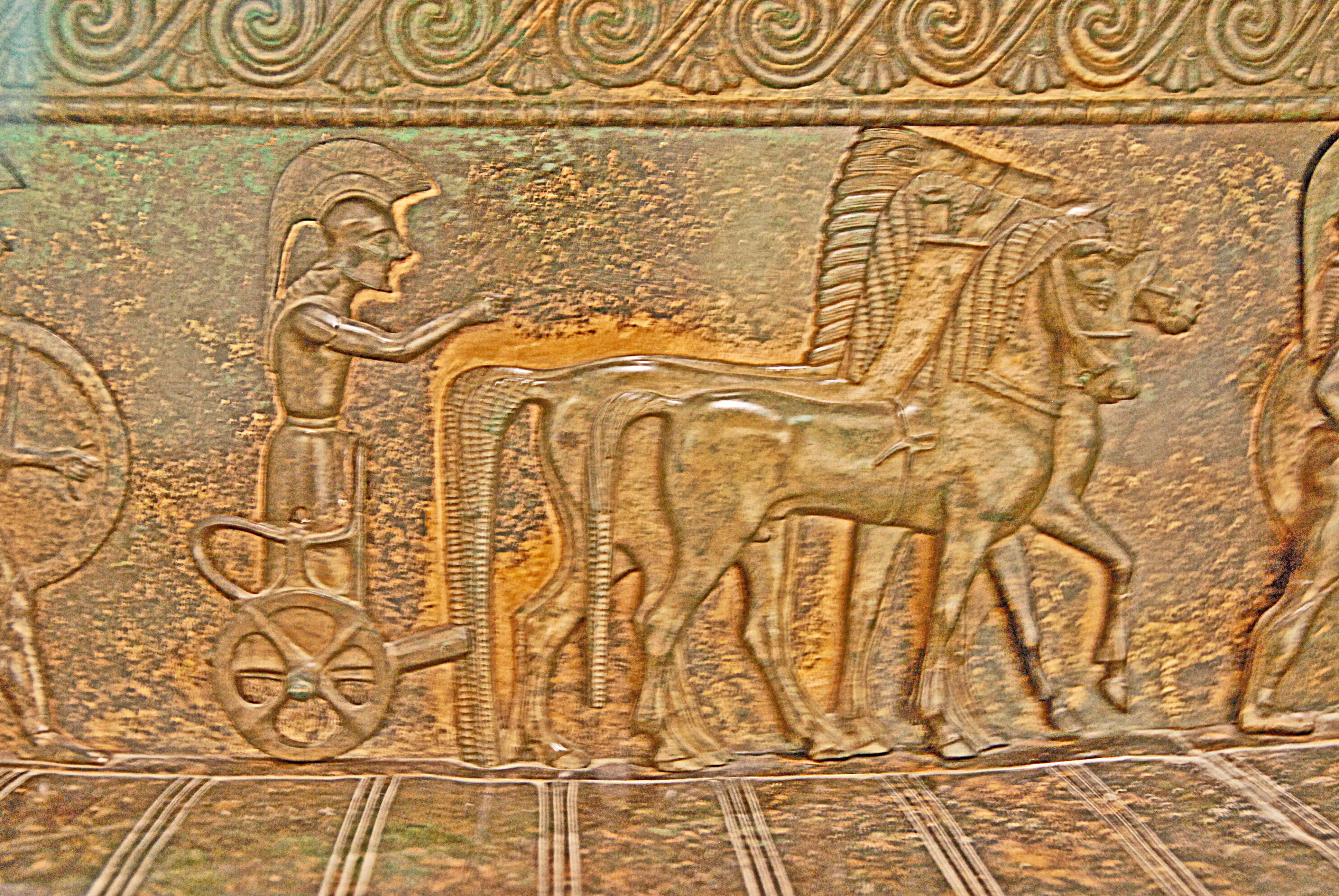
Krater von Vix, Detail. Ein solcher Krater diente dazu, Wein und Wasser zu mischen.

Inzwischen entsteht ein umfassenderes Bild im Rahmen der „Frühen Zentralisierungs- und Urbanisierungsprozesse“. Am Mont Lassois am Oberlauf der Seine fand sich eine 42 ha große hallstatt- und spätlatènezeitliche Nekropole. Zu ihr gehört die Fürstliche Grabstätte von Vix und das Heiligtum von Les Herbues.
An die Hallstattzeit schloss sich die Latènezeit an, die ebenfalls in vier Perioden unterteilt wird.
Wenn es um das westliche Atlantische Frankreich geht, zerfällt die Späte Bronzezeit in Bronze final I – sie wird dabei zwischen 1275 und 1140/1100 v. Chr. angesetzt (früher 1200–1000) –, final II zwischen 1140/1100 und 1000/950 (früher 1000–900) und final III um 950 bis 800 (früher 900–700 v. Chr.). Um das Mündungsgebiet der Gironde folgt von etwa 1050 bis 900 v. Chr. die Gruppe von Saint-Denis-de-Pile, der sich die Vénat-Gruppe anschließt, die kennzeichnend für Süd- und Südwestfrankreich ist. Während sich weiterhin die Metallwaren ähnlich derjenigen in der Atlantikprovinz ausprägten, wurde die Keramik stark von Ostfrankreich her beeinflusst. Die Gruppe von Plainseau kennzeichnet Nordwestfrankreich und Belgien.
Die Tatsache, dass der Mittelmeerraum als Metallkonsument auftrat, während das atlantische Europa als Produzent eine zentrale Rolle spielte, sorgte dafür, dass nicht nur der Handel angeregt wurde, sondern auch der sprachliche Austausch zwischen 1300 und 800 v. Chr. stark intensiviert wurde. Es entstand eine relativ einheitliche Kultur, die wahrscheinlich durch eine Lingua franca verbunden war, aus der – so eine Überlegung – das Keltische hervorging. Die großen Produktionszentren und die Verbrauchsregionen wurden durch Vermittler, wie die Keltiberer oder die Träger der Hallstattkultur räumlich verbunden. Möglicherweise fand eine sprachliche Keltisierung der dortigen Eliten statt, eine Deutung, die die bisher als Völkerwanderungen gedeuteten Ausbreitungen durchaus erklären könnte. Auch die Latènekultur, die noch viel mehr ihre Schwerpunkte an wichtigen Flussläufen hatte, mag auf diese Art, vielleicht auch aufgrund religiöser Impulse, die sich in der materiellen Kultur niederschlugen „keltisiert“ worden sein.
Landwirtschaftlich war Südfrankreich in der Bronzezeit vom Anbau von Emmer geprägt, gefolgt von Gerste. In der Späten Bronzezeit erweiterte sich das Anbauspektrum. Weitere Weizenarten, Hafer und Hirse kamen hinzu. Auch die zuvor nur geringfügig nachweisbaren Hülsenfrüchte traten nun in großer Bandbreite auf. Dies könnte auf die Einführung einer Fruchtfolge hindeuten. Leinen und Hanf treten in der Späten Bronzezeit ebenfalls verstärkt auf und könnten sowohl zur Öl- als auch zur Textilproduktion genutzt worden sein. Dies gilt ähnlich für Mohn zur Ölproduktion.

## Eisenzeit, Hallstatt-Kultur, Latènezeit
Die Späthallstattkultur ging seit etwa 800/750 v. Chr. zwischen Ostfrankreich und Österreich mit seinen angrenzenden Ländern aus spätbronzezeitlichen Urnenfelderkulturen hervor. Deren Gebiet wurde 1959 von Georg Kossack in einen Ost- und Westhallstattkreis unterschieden, wobei sich der Westhallstattkreis von Ostfrankreich bis nach Mittelösterreich erstreckte. Im Westhallstattkreis dominierten befestigte Höhensiedlungen, die von kleineren, weilerartigen Siedlungen umgeben waren. Im Westen fanden sich reich ausgestattete Wagengräber, während die Krieger im Osten mit ihrer Bewaffnung, mit Helm und Brustpanzer beigesetzt wurden. Die späte Hallstattkultur (650 bis 475 v. Chr.) weist reich ausgestattete Prunk- oder Fürstengräber auf, die etwa in Burgund (Vix) gefunden wurden. Häufig finden sich nun griechische und etruskische Güter, insbesondere Luxusgüter. Enge Handelsbeziehungen zum griechischen Massilia beeinflussten die Bevölkerung entlang der Rhône und Saône.

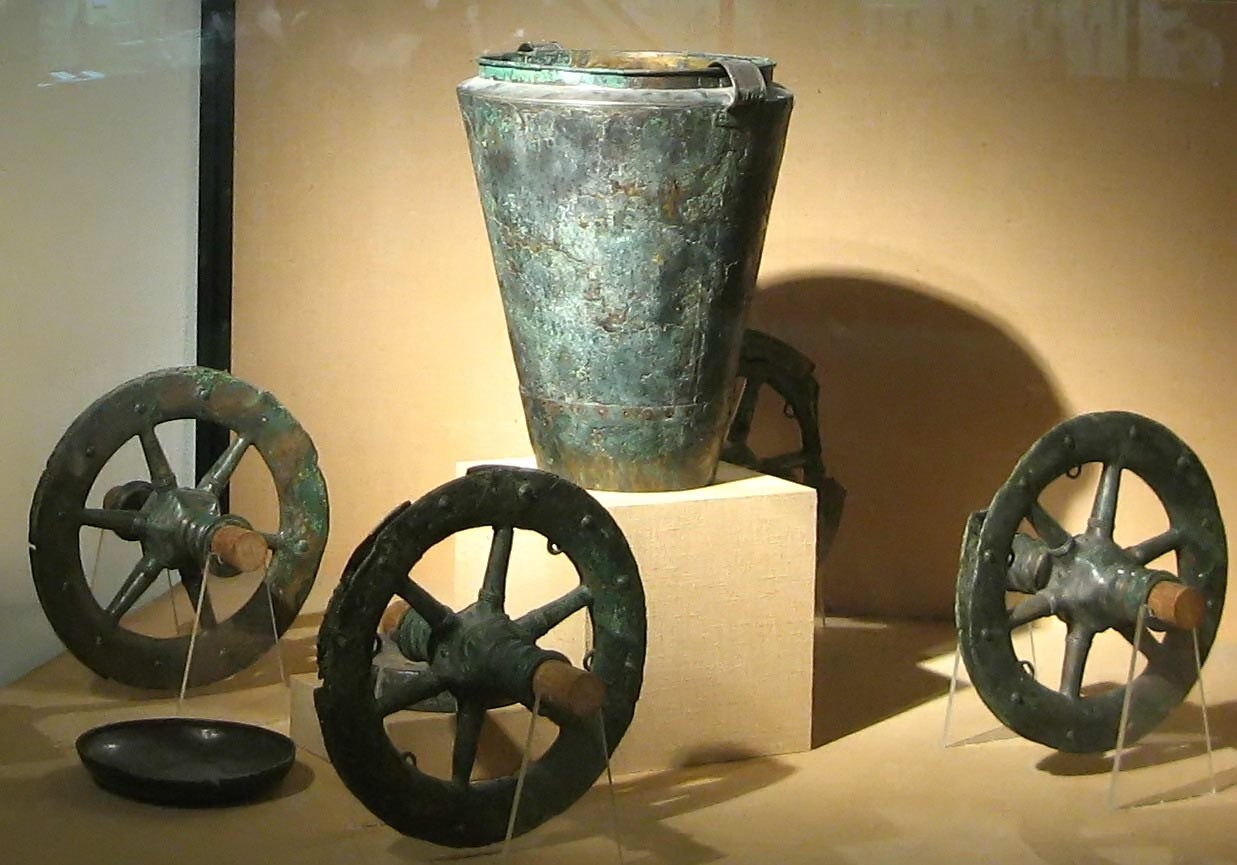
Wagen

Die sich anschließende Latènezeit (ab 480 v. Chr. – 1. Jahrhundert v. Chr.) ist durch starke mediterrane Einflüsse gekennzeichnet. Sie wurde nach dem 1857 entdeckten Schweizer Fundplatz La Tène am Neuenburgersee benannt. Seit 2003 fanden dort erneut Ausgrabungen statt.
Um 300 v. Chr. drängten die Belgen ins Innere Galliens, wo das Sanctuaire de Ribemont-sur-Ancre entstand, wo eine Schlacht mit vielleicht 1000 Toten wohl gegen die Armoriker stattgefunden hatte.

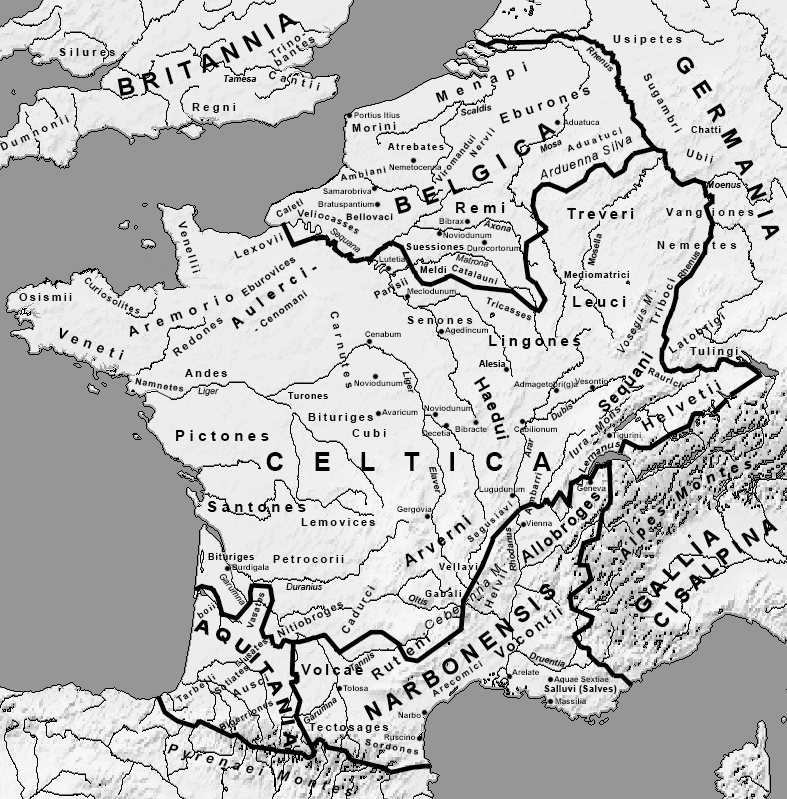
Gallien nach der Eroberung durch Cäsar

Im 2. Jahrhundert v. Chr. waren die Arverner vorherrschend, während im Süden die Römer vorrückten. Schon um diese Zeit verdrängten italische Amphoren die griechischen im Marseiller Handel, das mehrfach Rom aufrief, es gegen gallische Gegner zu unterstützen. Languedoc und Provence wurden als erste gallische Regionen römisch und wurden zur Provinz Gallia Narbonensis zusammengefasst. Mit der Niederlage der Arverner und der Allobroger gegen Rom und die Allianz der Haeduer 118 v. Chr. war der erste Expansionsschritt abgeschlossen. Nach der Niederlage der Arverner rivalisierten Haeduer und Sequaner um die Vormacht.
58 v. Chr. griff Julius Cäsar auf Forderung der mit Rom verbündeten Haeduer in die Konflikte ein. 52 v. Chr. steigerte sich der Kampf der Gallier unter Führung des Vercingetorix und der Arverner gegen Caesar, wobei, folgt man Velleius Paterculus, 400.000 Menschen ums Leben kamen, nach Plutarch gar eine Million.

## Kelten
Die älteste Erwähnung der Kelten (keltoi) findet sich bei Hekataios von Milet, der sie nördlich von Marseille lokalisierte, wo sie auch noch Caesar bis an Seine und Marne siedeln sah, und meinte, sie selbst würden sich als Kelten bezeichnen. Herodot verortete sie hingegen im Quellgebiet der Donau, wobei hier möglicherweise eine Verwechslung oder ein eigenwilliges Weltkonzept vorliegt. Er sah sie darüber hinter den Felsen von Gibraltar, also im heutigen Portugal, und an den Pyrenäen. Pytheas von Massalia ordnete die Bretagne dem Land der Kelten (Keltiké) zu. Aufgrund der Verortung Herodotos kam es bereits im frühen 18. Jahrhundert zu einer Gleichsetzung Mitteleuropas mit dem Kernraum der keltischen Kultur, die sich von dort aus Richtung iberische Halbinsel, nach Italien und über den Balkan bis nach Anatolien ausgebreitet habe.

## Wissenschaftsgeschichte
Im 19. Jahrhundert waren Konzepte des technischen und gesellschaftlichen Fortschritts erkenntnisleitende Muster der entstehenden Archäologie. Daher lag der Akzent auf Brüchen und Veränderungen, die sich an Artefakten ablesen ließen, und denen letztlich evolutionäre Konzepte zugrunde lagen. Diese Veränderungen wurden vielfach mit Migrationen von Völkern assoziiert. Untersuchungsfelder wie Wissen, Religion, Kunst, Bräuche wurden einzelnen Kulturen zugeordnet, die wiederum vielfach ethnischen Gruppen zugeschrieben wurden. In Frankreich dominierte Gabriel de Mortillet, schon aufgrund seiner Stellung als Direktor des Musée des Antiquités Nationales in Saint-Germain-en-Laye und als Professor an der École d’Anthropologie de Paris, der anhand von Leitfossilien Perioden zu definieren suchte, die er wiederum in Industrien gruppierte. Auf der Grundlage von ihm als universell und damit auch für menschliche Werkzeuge angenommener biologischer Gesetzmäßigkeiten duldete seine Theorie, dass jede Industrie einen festen Platz in einer unveränderlichen Abfolge habe, und die vor allem keine zeitliche oder räumliche Überlappung gestattete, keine Ausnahme. Daher folgte bei ihm auf das Acheuléen das Moustérien, diesem Solutréen und schließlich Magdalénien. Das Neolithikum ordnete er als Robenhausien ein. Die entstehende stratigraphische Methode und die relative Chronologie schienen diese Annahmen zu stützen. Obwohl der Belgier Edouard Dupont und andere einwarfen, verschiedenartige Völker könnten auch zur gleichen Zeit nur in verschiedenen Regionen gelebt haben, setzte sich dieses einfache Schema nicht nur in Frankreich durch. Zugleich bestand in Frankreich ein enormes Übergewicht des Paläolithikums, während in Großbritannien das Neolithikum sowie Bronze- und Eisenzeit stark hervorgehoben wurden.
Nach dem Ersten Weltkrieg verstärkte sich der Widerstand gegen die Vorstellung, bestimmte Werkzeugtypen könnten einer bestimmten Kultur oder einer bestimmten Funktion eindeutig zugeordnet werden, oder gar einem bestimmten Volk. Doch stattdessen setzte sich die Vorstellung paralleler lithischer Industrien durch, die nicht mehr an eine feste zeitliche Sequenz gebunden waren. Mit diesen Industrien verband man räumliche Bewegungen von Ethnien. So verband man etwa das Aurignacien mit der Invasion von Cro-Magnon-Menschen. Die Stratigraphie des Neolithikums erhielt erst durch die 1946 erfolgten Berichte des italienischen Archäologen Brea zur Ausgrabung von Arene Candide eine festere Grundlage. Dennoch blieb die französische Jungsteinzeitforschung zurück, da die Dominanz der Altsteinzeit dazu führte, dass vor allem Werkzeuge untersucht wurden, während in anderen Ländern bei der Untersuchung der Jungsteinzeit die Keramik im Vordergrund stand. Die Erfolge der ausländischen Kollegen, auch an französischen Untersuchungen, wurden vor diesem Hintergrund als „sehr demütigend“ empfunden.
Mit der Radiokohlenstoffmethode wurde die relative Chronologie ab den 1950er Jahren unterminiert. So wurde das Neolithikum um mehrere Jahrtausende zurück verlängert. Schließlich geriet auch die Anbindung später urgeschichtlicher Kulturen an ethnische Gruppen, die in den Schriftquellen fassbar waren, in die Kritik. Die prozessuale Archäologie gab den Kulturen einen Teil ihrer Komplexität zurück und trennte strikt zwischen materieller Hinterlassenschaft und der daraus möglicherweise zu erschließenden kulturellen Welt. Unter diesen stärker systemischen Aspekten wurden die vorgefundenen Kulturen selbst zu dynamischen Systemen. Ein einzelnes Kennzeichen war nicht mehr ausreichendes Attribut für eine Gruppe. Stark beeinflusst von ethnologischen Arbeiten folgte dieser prozessualen die postprozessuale Archäologie Großbritanniens, die der materiellen Kultur selbst eine aktive Rolle gab und sich wenig um oberhalb der Fundebene liegende Kulturkonzepte kümmerte.
Eine ganz andere Entwicklung nahm die französische Archäologie. Hier waren André Leroi-Gourhan und François Bordes dominierend. Leroi-Gourhan wirkt bis heute, auch über Frankreich hinaus, während Bordes typologischer Ansatz wesentlich weniger Wirkung zeitigte. Er entwickelte zusammen mit seiner Frau einen rigorosen quantitativen Ansatz und Listen von Werkzeugen, die für eine bestimmte Kultur kennzeichnend waren. Diese Werkzeuggruppen waren Ausdruck ihrer Kultur, weniger, wie Kritiker annahmen, Ausdruck einer ökologischen Anpassung. Der Ethnologe und Archäologie Leroi-Gourhan beschäftigte sich intensiv mit dem Verhältnis von Mensch und Technik. Er führte den Begriff der chaîne opératoire ein, stach aber besonders durch eine Präzisierung der archäologischen Grabungstechnik hervor, die sich weitgehend durchgesetzt hat.
In den 1950er Jahren wurden viele der älteren Konzepte der Archäologie aufgegeben und das Kulturenkonzept vor allem auf die lange vernachlässigte Jungsteinzeit angewandt. Zugleich wandte man sich verstärkt der Analyse der Keramik zu. Kulturen behielten weiterhin ihr analytisches Potential, insbesondere bei der Verteilung im Raum, doch wandte man sich weitgehend von Konzepten der Migration oder der Diffusion ab. Kulturen zu untersuchen hieß nicht mehr Kulturgeschichte zu betreiben, sondern sie selbst als Objekt empirischer Untersuchung und Einteilung zu nutzen.

### Paläo- und Mesolithikum
- Henry de Lumley, Marie-Antoinette de Lumley: Les premiers peuplements de la Côte d’Azur et de la Ligurie. 1 million d’années sur les rivages de la Méditerranée, Bd. 1, Melis Editions, Colomars 2011. ISBN 978-2-35210-068-3.
- Alain Turq, Michel Brenet, David Colonge, Marc Jarry, Laure-Amélie Lelouvier, Magen O’Farrell, Jacques Jaubert: The first human occupations in southwestern France: A revised summary twenty years after the Abbeville/Saint Riquier colloquium, in: Quaternary International 223–224 (2010) 383–398.
- Laurent Bruxelles, Marc Jarry: Climatic conditions, settlement patterns and cultures in the Paleolithic: The example of the Garonne Valley (southwest France), in: Journal of Human Evolution 61, 5 (2011) 538–548.
- Alban Defleur, Tim White, Patricia Valensi, Ludovic Slimak, Évelyne Crégut-Bonnoure: Neanderthal cannibalism at Moula-Guercy, Ardèche, France, in: Science 286 (1999) 128–131 Volltext.
- Nicolas Valdeyron: The Mesolithic in France, in: Geoff Bailey, Penny Spikins (Hrsg.): Mesolithic Europe, Cambridge University Press, Cambridge 2008, S. 182–202. ISBN 978-0-521-85503-7
- Frédéric Surmely, Sandrine Costamagno, Maureen Hays, Philippe Alix, Jean-François Pasty: Le Gravettien et le Protomagdalénien en Auvergne, in: Paleo 20 (2008) 305–330 Volltext.
- Bénédicte Souffi: Le Mésolithique de Haute-Normandie : taphonomie et interprétation chronoculturelle, in: Le début du Mésolithique en Europe du Nord-Ouest, Amiens 2004, S. 135–151. PDF

### Neolithikum
- Olivier Lemercier: La Périodisation du Campaniforme dans le Midi. Jean Guilaine avait raison, in: J. Gasco, X. Gutherz, P.-A. de Labriffe (Hrsg.): Temps et Espaces culturels du 6° au 2° millénaire en France dIVe session, Nîmes, 28–29 octobre 2000, UMR 154, Lattes 2003, 151–160 PDF.
- Laure Salanova: La question du Campaniforme en France et dans les iles anglo-normandes: Productions, chronologie et roles d’un standard céramique, Editions du Comite des travaux historiques et scientifiques, Paris 2000. ISBN 2-7355-0443-3.
- Samuel van Willigen, André D’Anna, Stéphane Renault, Jean-Philippe Sargiano: Le Sud-Est de la France entre 4400 et 3400 avant notre ère. Sériation céramique et outillage lithique / South-Eastern France between 4400 and 3400 BC. Ceramic Seriation and Stone Tools, in: Préhistoires méditerranéennes 2 (2011) Volltext

### Kupfer- und Bronzezeit
- Thibault Lachenal: Relations transalpines à l’âge du Bronze: état des données pour la Provence, in: Archéologies transfrontalières. Alpes du Sud, Côte d’Azur, Piémont et Ligurie. Bilan et perspectives de recherche (= Bulletin du Musée d’anthropologie préhistorique de Monaco. Supplement 1), Éditions du Musée d’anthropologie préhistorique de Monaco, Monaco 2008. S. 81–93. PDF.
- Sabine Gerloff, Svend Hansen, Felix Oehler: Die Funde der Bronzezeit aus Frankreich, Museum für Vor- und Frühgeschichte Berlin, Berlin 1993. ISBN 3-88609-315-8.

### Wissenschaftsgeschichte
- Jacques Jaubert: Les sociétés du paléolithique moyen en France: principaux acquis de ces dix dernières années, in: Zephyrus. Revista de prehistoria y arqueología 53–54 (2000–2001) 153–175.
- Anne Lehoërff: Les paradoxes de la Protohistoire française, in: Annales HSS 64, 5 (2009) 1107–1133 Volltext.